# Чэнду
Чэнду́ (кит. упр. 成都, пиньинь Chéngdū) — город субпровинциального значения в юго-западном Китае, в долине реки Миньцзян, место пребывания властей провинции Сычуань.
Эмблемой города является древний золотой диск «Птицы золотого солнца», найденный в 2001 году при раскопках культуры Цзиньша в черте города.

## География
Город расположен на западной оконечности Сычуаньской котловины, на равнине Чэнду. Городской округ протянулся на 192 км с запада на восток и на 166 км с севера на юг при площади 12 390 км². Граничит с городскими округами: Дэян, Цзыян, Мэйшань и Яань, а также с Нгава-Тибетско-Цянским автономным округом. Городская территория расположена на высоте около 500 м над уровнем моря.

### Климат
Климат Чэнду характеризуется как влажный субтропический. Комфортен как для проживания людей, так и для ведения сельского хозяйства. Горы Циньлин предохраняют город от проникновения северных воздушных масс из Сибири, поэтому зима в Чэнду мягче, чем в нижней части Янцзы. Средняя температура января — 5°С; снег выпадает крайне редко, хотя иногда возможны кратковременные заморозки. Лето — влажное и довольно жаркое, однако не настолько, как в городах ниже по Янцзы. Средние температуры июля и августа — около 25 °С, хотя днём они могут достигать 37 °С и выше. Устойчивые периоды жары также довольно редки. Наибольшее количество осадков выпадает с июня по сентябрь.
| Показатель                    | Янв. | Фев. | Март | Апр. | Май  | Июнь  | Июль  | Авг.  | Сен.  | Окт. | Нояб. | Дек. | Год   |
| ----------------------------- | ---- | ---- | ---- | ---- | ---- | ----- | ----- | ----- | ----- | ---- | ----- | ---- | ----- |
| Абсолютный максимум, °C       | 20   | 22   | 28   | 32   | 33   | 40    | 40    | 37    | 32    | 28   | 27    | 25   | 40    |
| Средний суточный максимум, °C | 9,5  | 11,1 | 16,2 | 21,6 | 26,0 | 27,8  | 29,6  | 29,7  | 25,1  | 20,6 | 15,6  | 10,8 | 20,3  |
| Средняя температура, °C       | 5,5  | 7,2  | 11,6 | 16,5 | 21,0 | 23,5  | 25,2  | 24,9  | 21,0  | 16,9 | 11,8  | 7,1  | 16,6  |
| Средний суточный минимум, °C  | 2,4  | 4,2  | 8,1  | 12,7 | 17,2 | 20,2  | 22,0  | 21,6  | 18,4  | 14,5 | 9,2   | 4,2  | 12,9  |
| Абсолютный минимум, °C        | −3   | −2   | −1   | 2    | 9    | 12    | 13    | 12    | 10    | 2    | 0     | −6   | −6    |
| Норма осадков, мм             | 7,3  | 10,2 | 20,5 | 46,6 | 87,1 | 102,8 | 230,5 | 223,7 | 131,5 | 39,4 | 16,5  | 5,0  | 921,1 |
| Источник: Weatherbase,        |      |      |      |      |      |       |       |       |       |      |       |      |       |

### Рельеф
Сычуаньской впадине свойственен холмистый рельеф, наблюдаемый в восточных уездах городского округа Чэнду. По юго-востоку округа проходит низкогорный хребет Лунцуань — один из нескольких малых хребтов, находящихся в Сычуаньской котловине. Центральные районы городского округа стоят на относительно плоской части Сычуаньской впадины, называемой равниной Чэнду, которая обрамлена с востока упомянутой выше горной грядой Лунцуань. Самая низкая точка городского округа Чэнду расположена на берегу одной из рек и составляет 378 м.
На северо-западе округа начинаются основные хребты Цюнлайшань и Лунмэньшань Сино-Тибетских гор, являющихся восточной окраиной Тибетского нагорья. В этом районе находится высочайшая точка Чэнду, равная 5364 м.

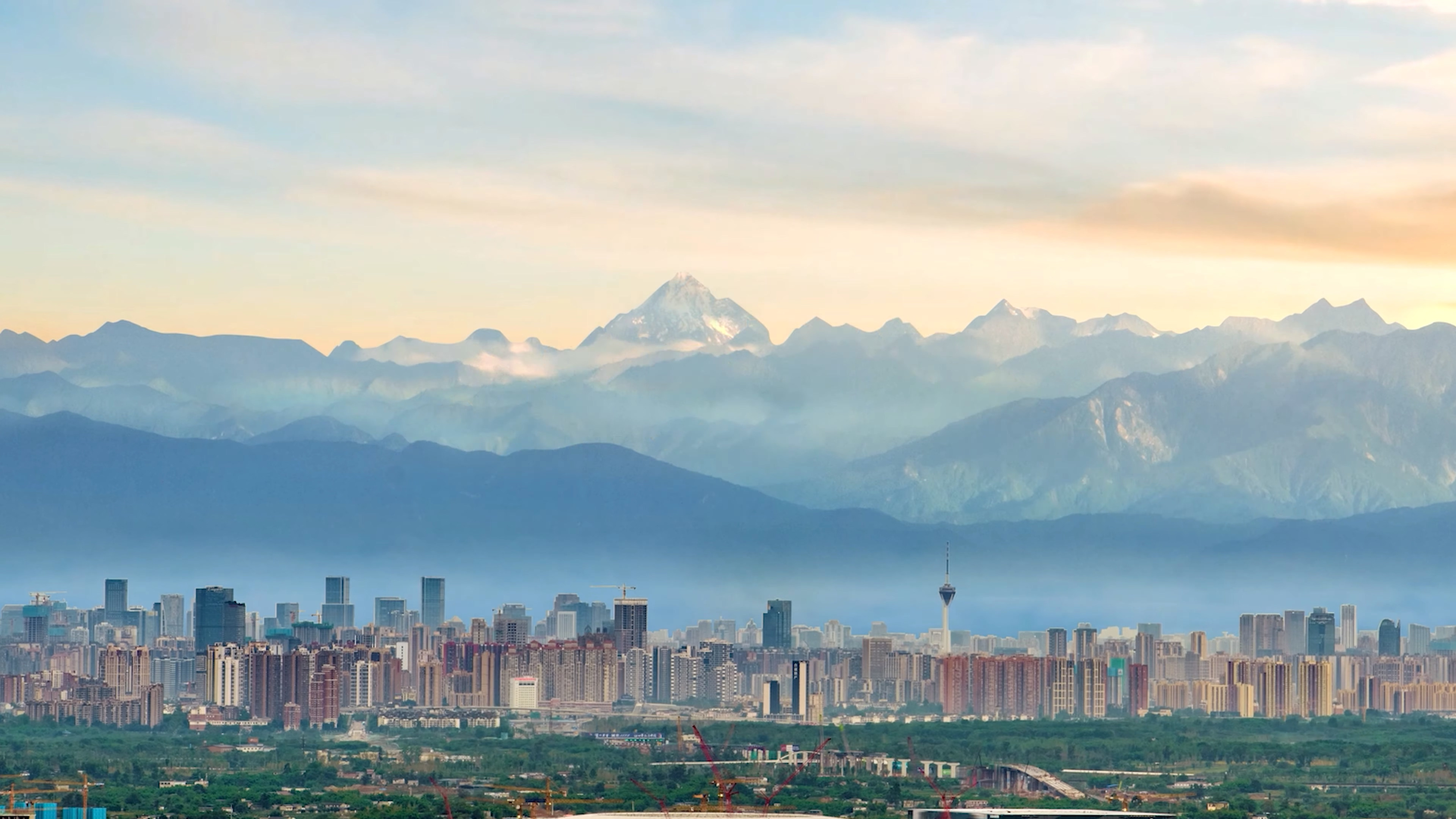
Вид на Сино-Тибетские горы
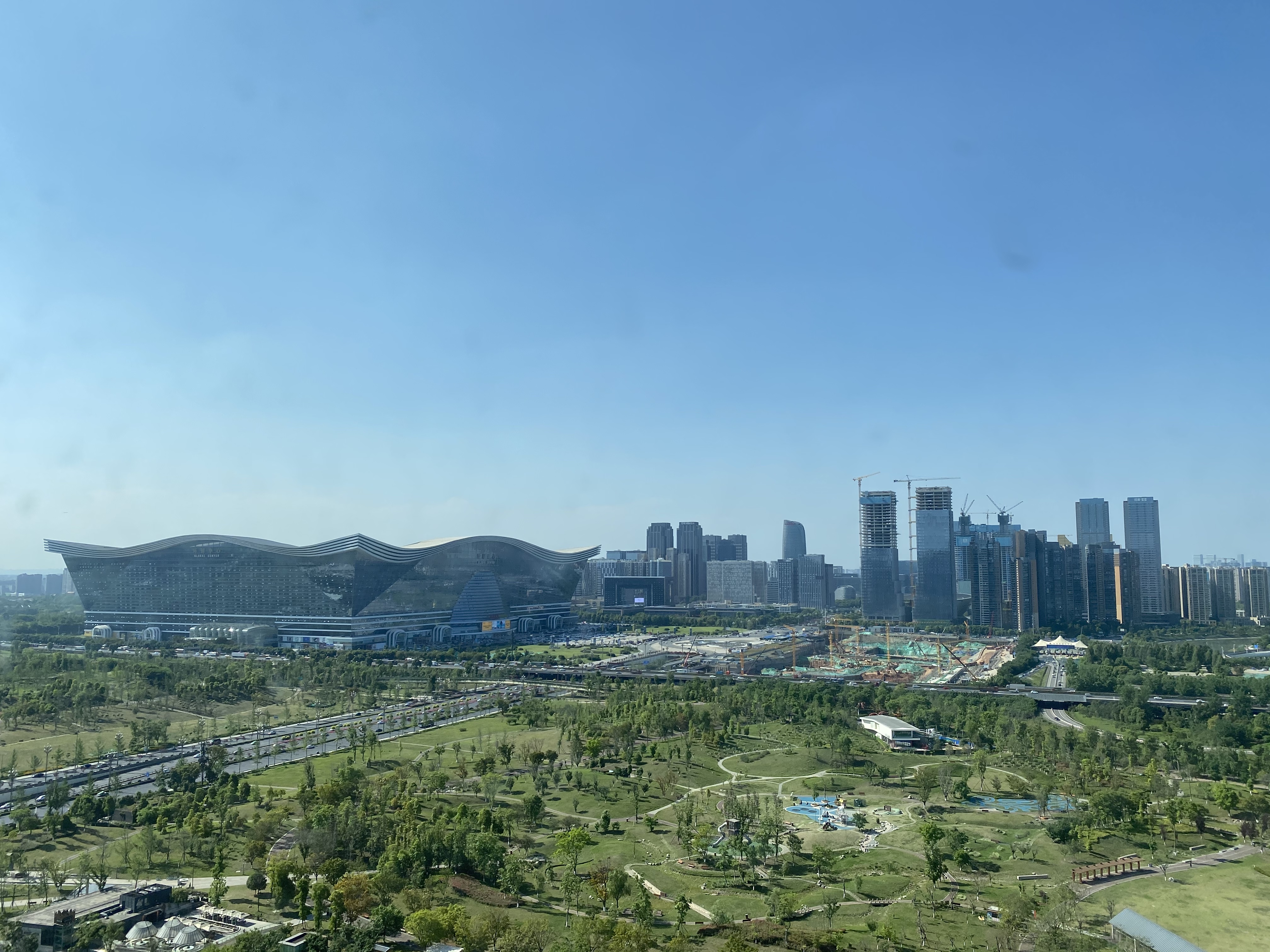
Равнина Чэнду
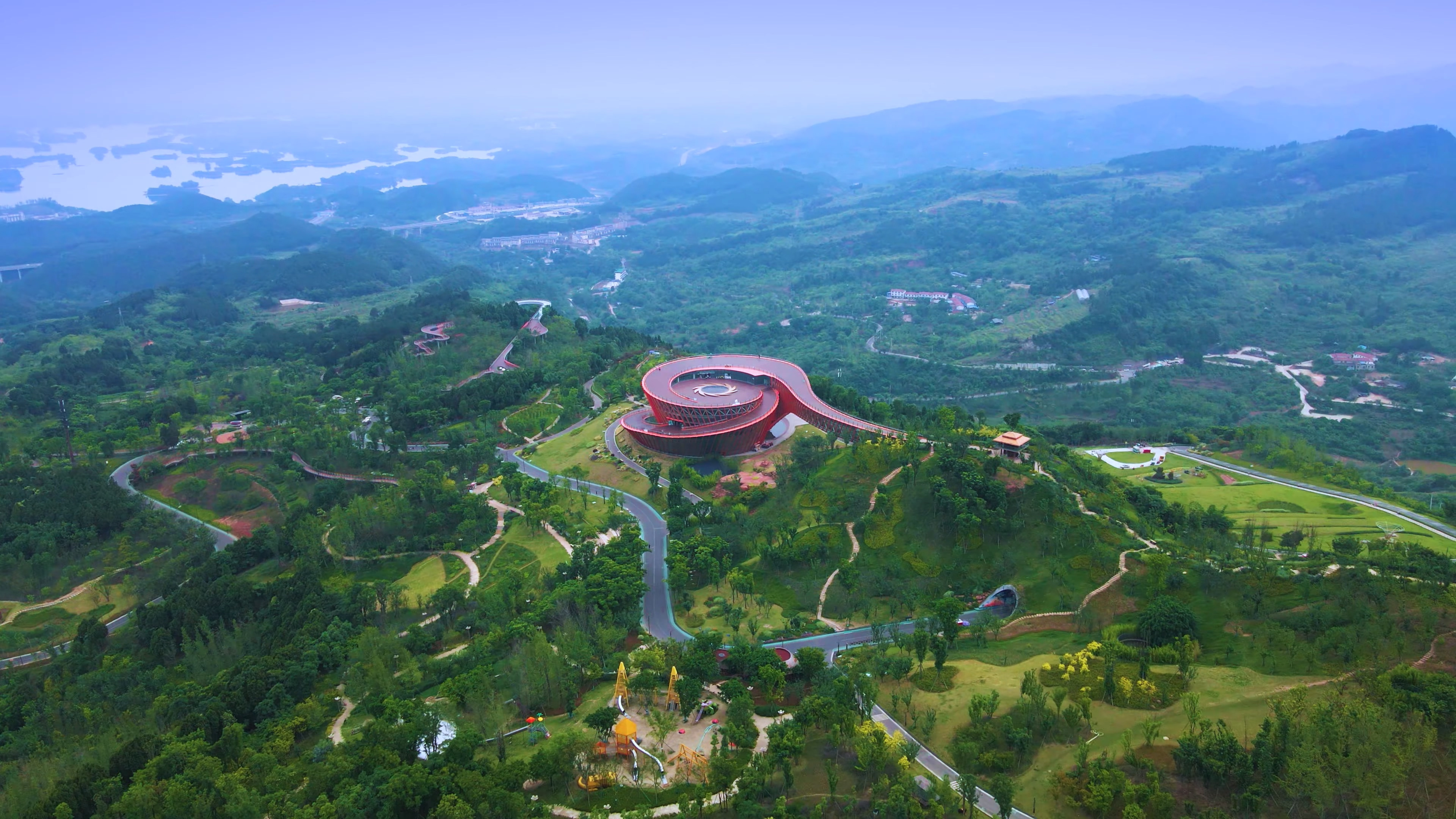
Сычуаньская впадина, горы Лунцуань

## История
Чэнду возник в IV веке до н. э. Когда при основании царства Шу в эти места пришли люди, то им было сказано: «Первый год — стать селением, второй — стать городом, третий год — стать столицей» (一年成聚，二年成邑，三年成都); из слов «стать столицей» (成都) и появилось название «Чэнду». В древнем царстве Шу известностью пользовались Чэнду, Синьду и Гуанду (современный Шуанлю), вместе именуемые «три Ду» (三都), однако впоследствии возвысился именно Чэнду, а Синьду и Гуанду к настоящему времени стали его составными частями.
В начале нашей эры Чэнду славился производством парчи и назывался также Цзиньчэн («город парчи»). До 316 года до н. э. Чэнду был столицей царства Шу, в эпоху Троецарствия с 221 по 263 годы — столицей царства Шу-Хань, в первой половине IV века — столицей государства Чэн, в начале V века — столицей государства Западная Шу, а в период пяти династий — столицей государств Ранняя Шу и Поздняя Шу. В 994 году Чэнду некоторое время был столицей повстанческого государства Ли Шу.
В 1644—1646 годах Чэнду был занят повстанческой армией Чжан Сяньчжуна, став столицей созданного им Великого Западного Государства. В годы Великой крестьянской войны, маньчжурского завоевания Китая и войны трёх князей-данников город сильно пострадал и практически обезлюдел. После установления империи Цин правительству пришлось предпринять специальные меры по повторному заселению опустевшей провинции Сычуань, и город постепенно восстановился. Провинция Сычуань была выделена в отдельное военное наместничество, и с 1731 года резиденцией наместника Сычуани стал Чэнду.
До XX века Чэнду был уездным городом, не имевшим собственных органов управления. В 1928 году уезды Чэнду и Хуаян были официально объединены в город Чэнду с собственными органами власти.
27 декабря 1949 года в Чэнду вошла Народно-освободительная армия Китая, и Чэнду вошёл в состав КНР. В 1952 году была восстановлена провинция Сычуань, и Чэнду стал городом прямого провинциального подчинения, в нём разместилось правительство провинции.

## Население
В Чэнду преобладают ханьцы, также проживают небольшие общины тибетцев, и, цянов, лису, наси. Верующие жители Чэнду исповедуют шэнизм, буддизм, даосизм, игуаньдао, католицизм, англиканство и ислам.

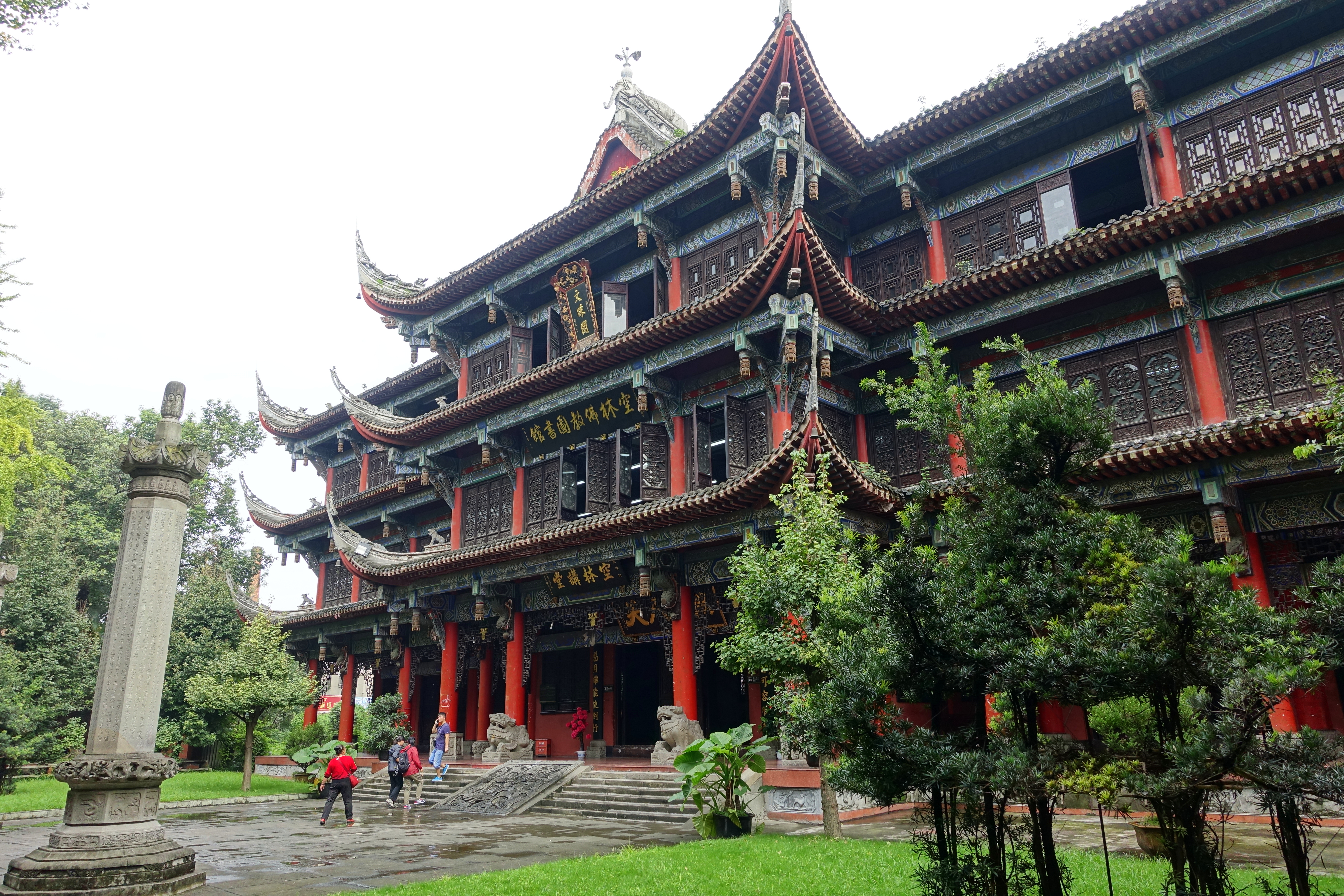
Монастырь Вэньшу
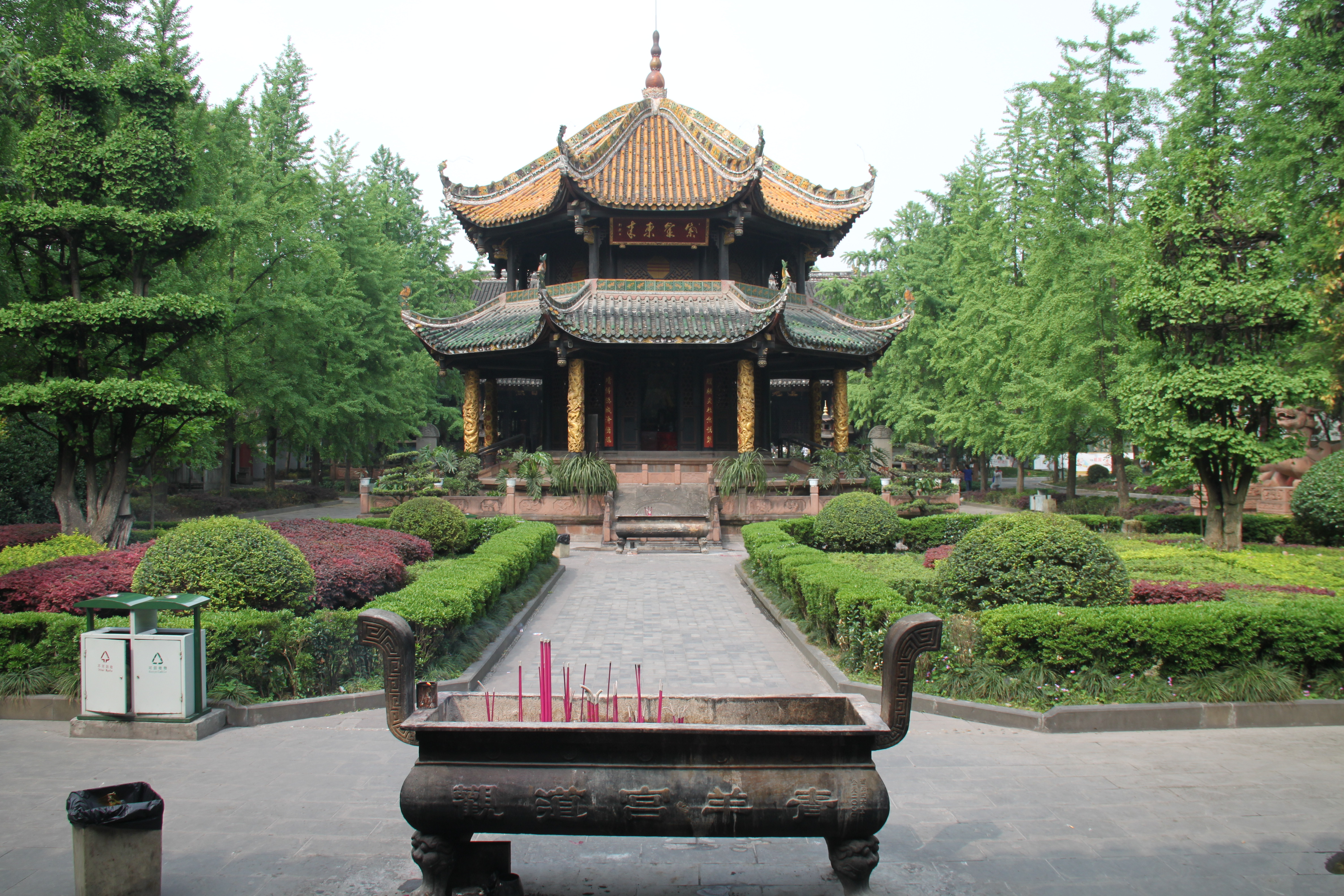
Даосский храм Зелёной Козы
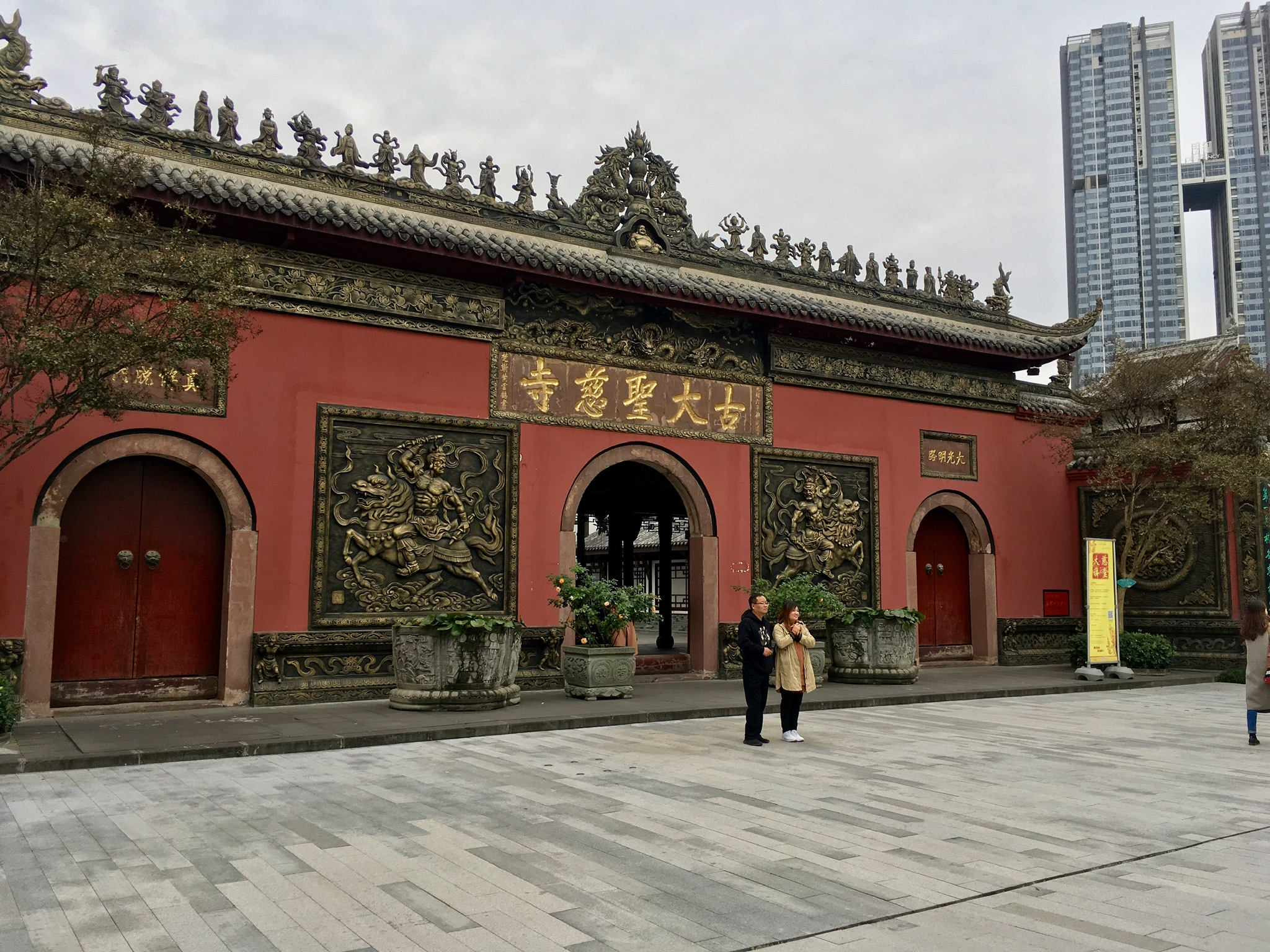
Буддийский храм Даци
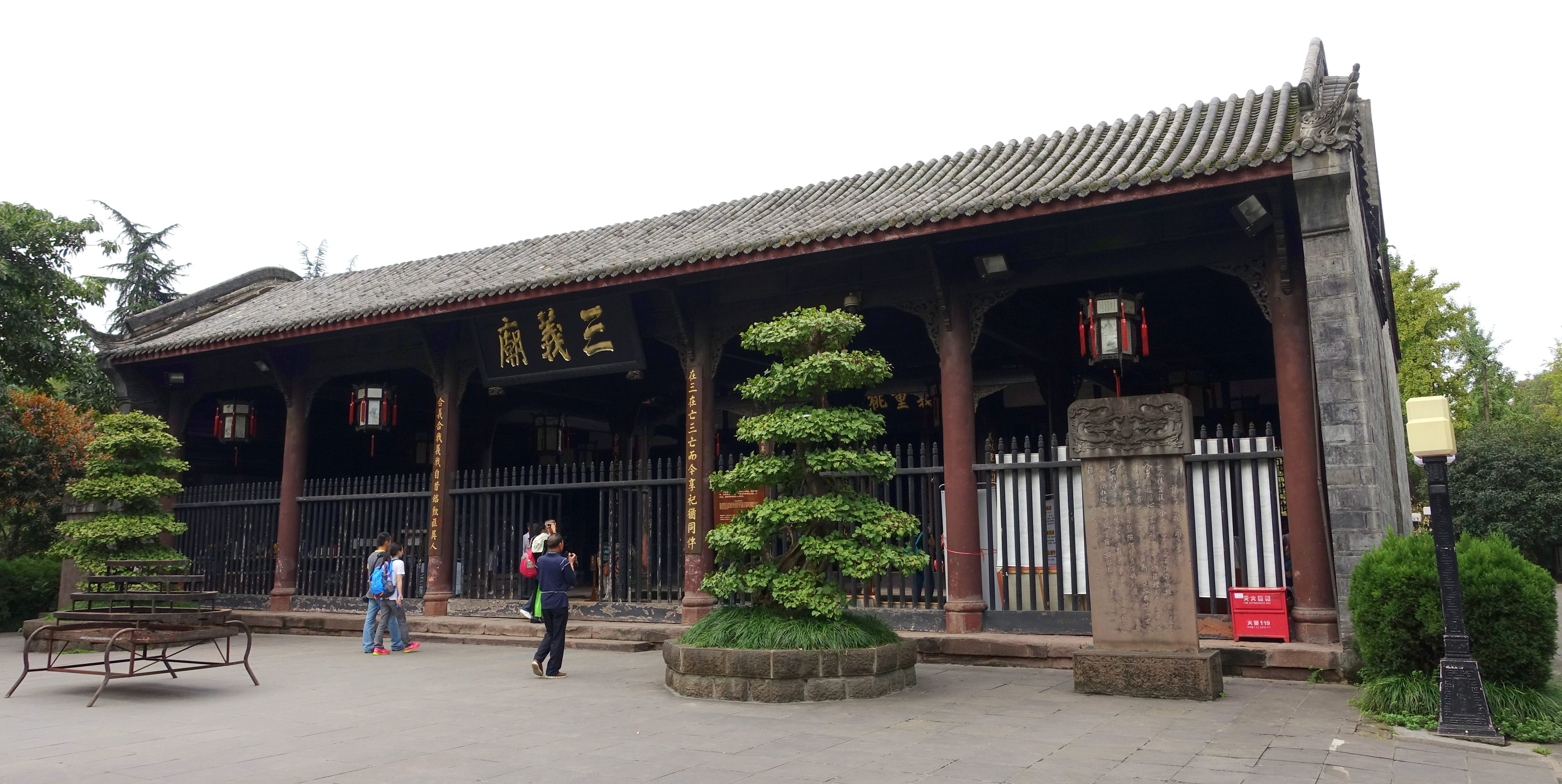
Храм Саньи в комплексе Ухоуцы
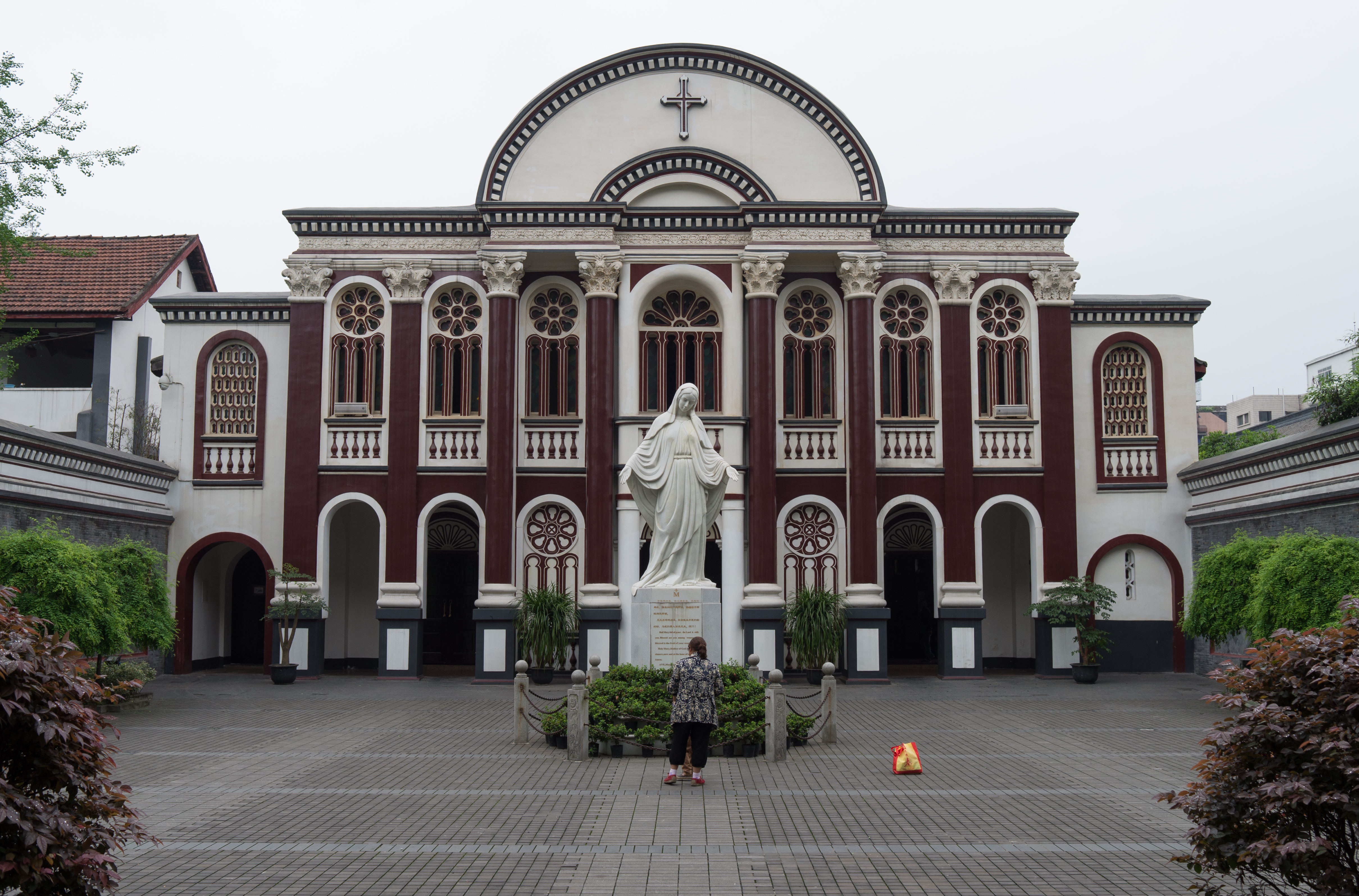
Католический собор Непорочного Зачатия

## Административно-территориальное деление
Город субпровинциального значения Чэнду делится на 12 районов, 5 городских уездов, 3 уезда:
| Карта | Карта      | Карта     | Карта           | Карта            | Карта         | Карта                      |
| --- | ---------- | --------- | --------------- | ---------------- | ------------- | -------------------------- |
| 1 2 3 4 5 Лунцюаньи Цинбайцзян Синьду Вэньцзян Цзиньтан Шуанлю Пиду Даи Пуцзян Синьцзинь Дуцзянъянь Пэнчжоу Цюнлай Чунчжоу Цзяньян 1. Цзиньцзян 2. Цинъян 3. Цзиньню 4. Ухоу 5. Чэнхуа |            |           |                 |                  |               |                            |
| Статус | Название   | Иероглифы | Пиньинь         | Население (2010) | Площадь (км²) | Плотность населения (/км²) |
| Район | Цинъян     | 青羊区    | Qīngyáng qū     | 828 140          | 66            | 12 548                     |
| Район | Цзиньцзян  | 锦江区    | Jǐnjiāng qū     | 690 422          | 61            | 11 318                     |
| Район | Цзиньню    | 金牛区    | Jīnniú qū       | 1 200 776        | 108           | 11 118                     |
| Район | Ухоу       | 武侯区    | Wǔhóu qū        | 1 083 806        | 77            | 14 075                     |
| Район | Чэнхуа     | 成华区    | Chénghuá qū     | 938 785          | 109           | 8613                       |
| Район | Лунцюаньи  | 龙泉驿区  | Lóngquányì qū   | 767 203          | 558           | 1375                       |
| Район | Цинбайцзян | 青白江区  | Qīngbáijiāng qū | 381 792          | 392           | 974                        |
| Район | Синьду     | 新都区    | Xīndū qū        | 775 703          | 481           | 1613                       |
| Район | Вэньцзян   | 温江区    | Wēnjiāng qū     | 457 070          | 277           | 1650                       |
| Городской уезд | Цзяньян    | 简阳市    | Jiǎnyáng shì    | 1 420 000        | 641           | 2215                       |
| Район | Шуанлю     | 双流区    | Shuāngliú qū    | 1 158 516        | 1067          | 1086                       |
| Район | Пиду       | 郫都区    | Pídū qū         | 756 047          | 438           | 1726                       |
| Район | Синьцзинь  | 新津区    | Xīnjīn qū       | 302 199          | 330           | 916                        |
| Городской уезд | Дуцзянъянь | 都江堰市  | Dūjiāngyàn shì  | 657 996          | 1208          | 545                        |
| Городской уезд | Пэнчжоу    | 彭州市    | Péngzhōu shì    | 762 887          | 1420          | 537                        |
| Городской уезд | Цюнлай     | 邛崃市    | Qiónglái shì    | 612 753          | 1384          | 443                        |
| Городской уезд | Чунчжоу    | 崇州市    | Chóngzhōu shì   | 661 120          | 1090          | 607                        |
| Уезд | Цзиньтан   | 金堂县    | Jīntáng xiàn    | 717 225          | 1156          | 620                        |
| Уезд | Даи        | 大邑县    | Dàyì xiàn       | 502 198          | 1327          | 378                        |
| Уезд | Пуцзян     | 蒲江县    | Pújiāng xiàn    | 239 562          | 583           | 411                        |

## Экономика

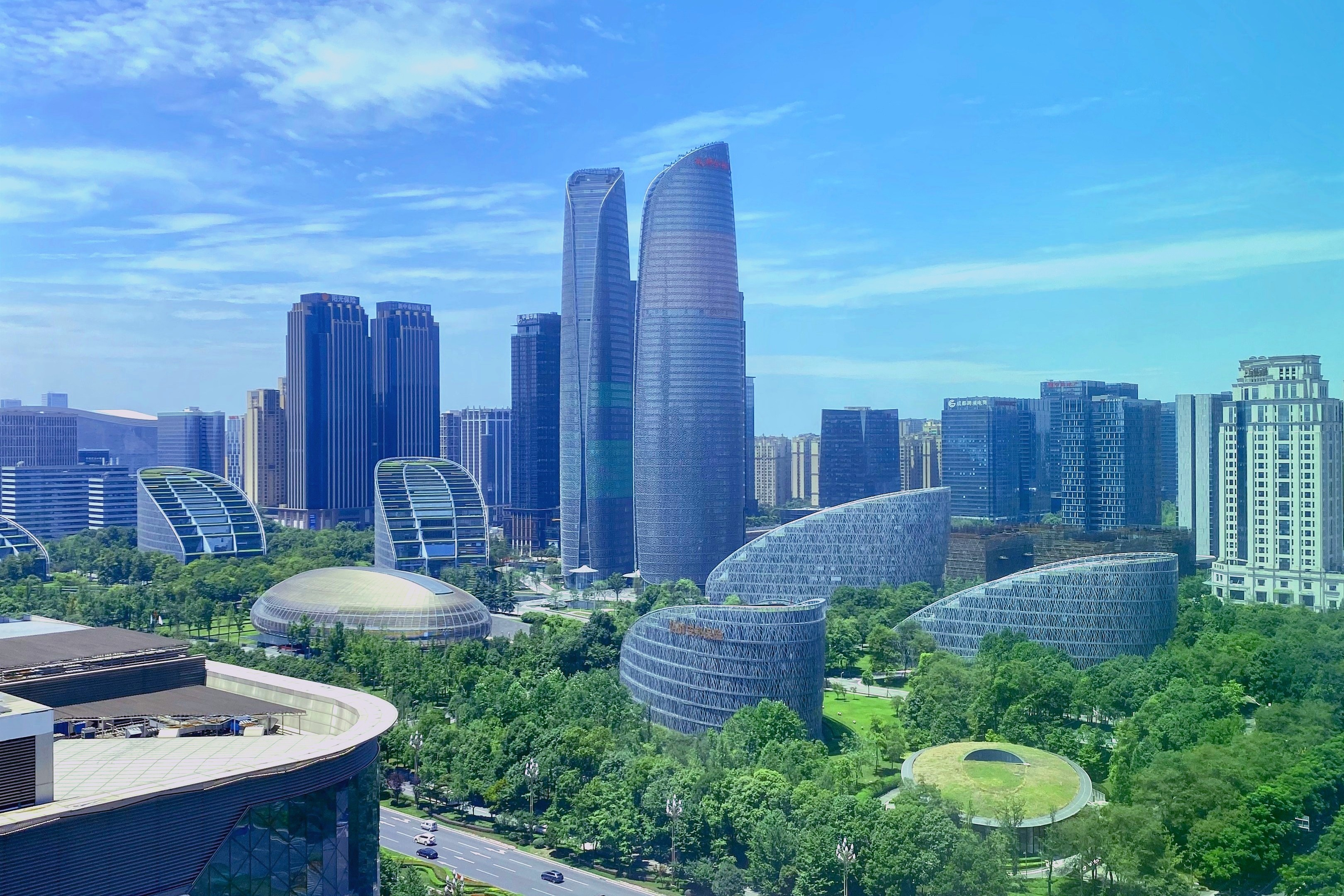
Финансовый центр Тяньфу

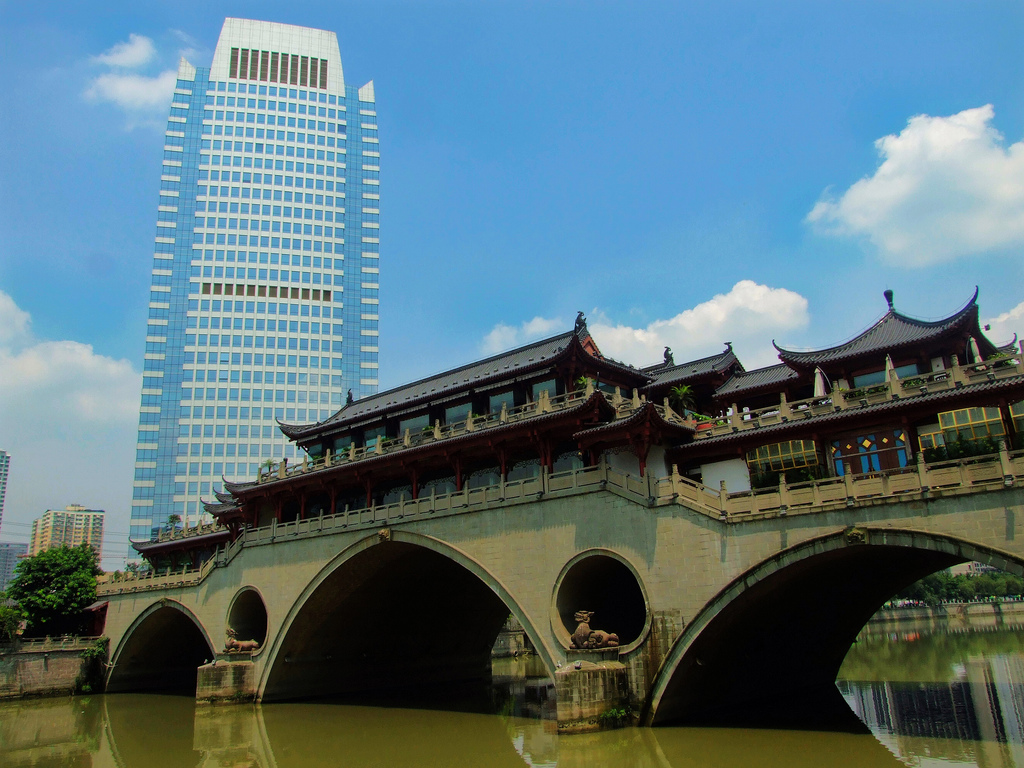
Пешеходный мост Аньшунь через реку Фухе

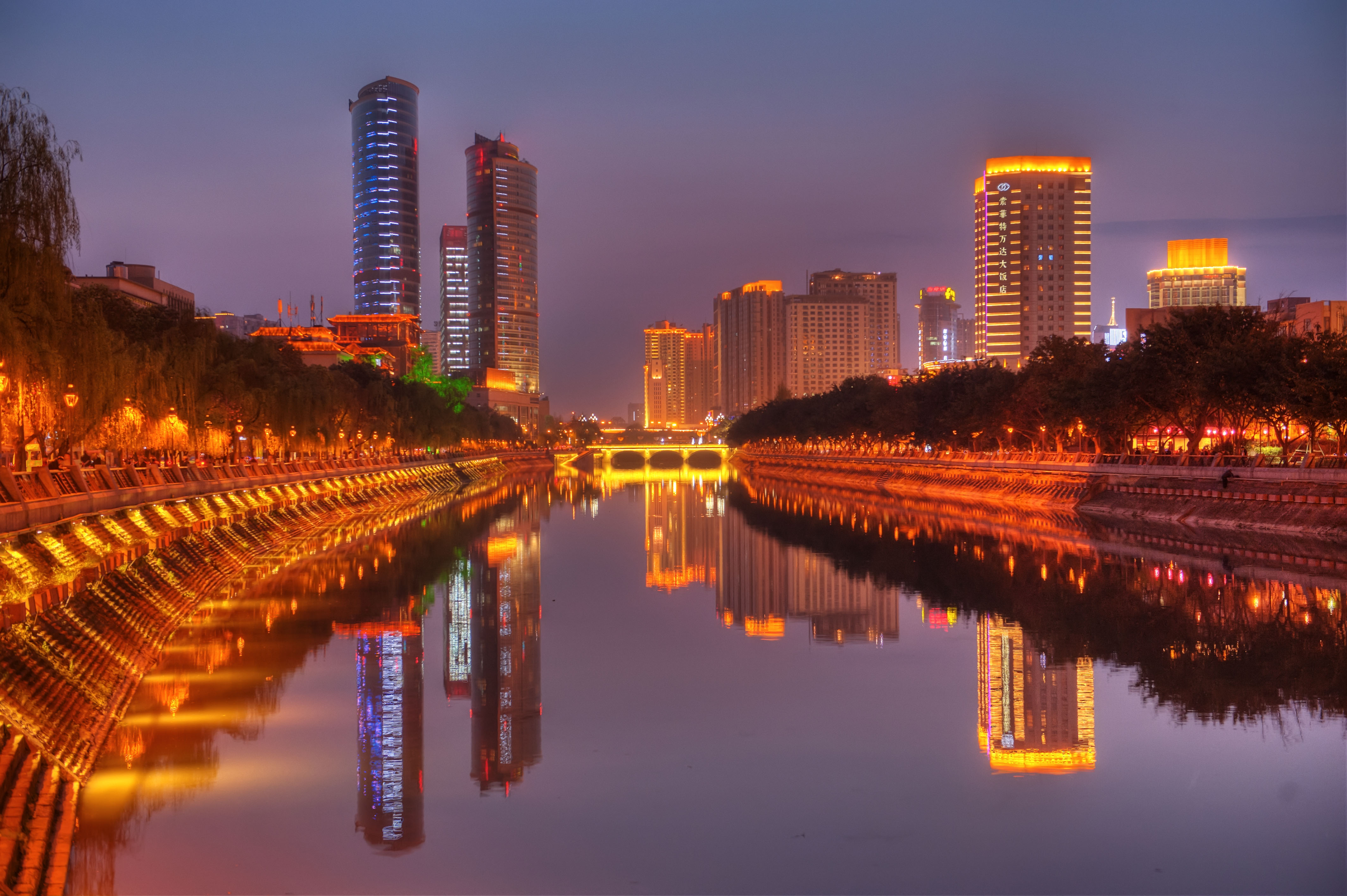
Река Цзинь в деловом центре

Чэнду входит в состав района Экономическое кольцо Чэнду — Чунцин, который занимает четвёртое место в Китае среди экономических кластеров, уступая лишь районам Большой залив Гуандун — Сянган — Аомэнь, Дельта Янцзы и Пекин — Тяньцзинь — Хэбэй.
Чэнду — крупный центр обрабатывающей промышленности, розничной и оптовой торговли, финансовых и страховых услуг, науки и технологии, логистики, транспорта и телекоммуникаций. По данным доклада Всемирного Банка за 2007 год о глобальном инвестиционном климате Чэнду был объявлен эталоном инвестиционного климата в Китае. Также, по данным исследования, проведённого нобелевским лауреатом по экономике Робертом Манделлом и известным китайским экономистом Ли Инином, опубликованного Государственным информационным центром в 2010 году, Чэнду стал экономическим двигателем Западной региона, главным центром новой урбанизации и крупнейшим центром привлечения инвестиций в западной части страны.

### Промышленность
Важную роль в экономике Чэнду играет промышленное производство. Основные отрасли промышленности в Чэнду включают производство продуктов питания, напитков, комбикормов, удобрений, электротехники, электроники, промышленного и энергетического оборудования, автомобилей, автокомплектующих, авиаракетной и железнодорожной техники, медикаментов, стройматериалов и стекла.
В Чэнду расширяется высокотехнологичный индустриальный парк, где находится одно из крупнейших в стране авиационно-космических производств. Завод компании Chengdu Aircraft Industry Group выпускает боевую и прочую авиационную технику, включая современный истребитель Chengdu J-10 «Стремительный дракон» и первые экземпляры одного из немногих в мире истребителя пятого поколения Chengdu J-20 «Чёрный орёл». Компания Sichuan Tengden Technology разрабатывает и производит беспилотный самолёт TB001. Завод государственной компании Comac производит узлы носовой части пассажирских лайнеров. В январе 2024 года в Чэнду открылся завод по утилизации самолётов и компонентов компании Airbus Group.
Город является одним из важнейших в стране центров автомобилестроения и производства автозапчастей. В Чэнду представлены предприятия таких автопроизводителей как FAW Toyota, FAW Volkswagen, FAW Jiefang Truck, Geely Automobile (Volvo Cars), Hyundai Truck & Bus, Dongfeng Motor, Sinotruk Wangpai, Sichuan Tengzhong Heavy Industrial Machinery, Yema Auto и Dayun Light Truck. Имеется также около 200 крупных производителей комплектующих частей для автомобилей и автобусов, в том числе заводы Robert Bosch.
В Чэнду расположены полупроводниковые фабрики компаний Intel, Texas Instruments, Tsinghua Unigroup, SMIC, Silan Microelectronics и Diodes Incorporated, завод органических светодиодов компании Idemitsu Kosan, заводы электроники и электротехники Jabil Technology, Sichuan Fazhan Longmang и Heyue Electro-Mechanical Equipment, химический завод Haohua Chemical Science & Technology. Также город является крупным центром биотехнологий и биофармацевтики (заводы Kelun Pharmaceutical, Kelun Biotech и Westgene Biopharma), железнодорожного машиностроения (завод локомотивов и вагонов CRRC Chengdu Locomotive & Rolling Stock, ремонтный завод China Railway High-speed), энергетического машиностроения (заводы компаний Dongfang Electric Corporation и Power Construction Corporation of China), фотоэлектрической промышленности (Tongwei Solar), промышленности стройматериалов (заводы China West Construction Group и Southwest Cement Company), мебельной (заводы Quanyou Furniture), керамической (заводы D&O Home Collection Group) и стекольной промышленности (завод компании Taiwan Glass Industry).
В Чэнду базируются New Hope Group — крупнейший в стране производитель комбикормов, мяса птицы, яиц и молока, а также удобрений и добавок; Sichuan Hongda Group — крупный производитель цветных металлов и химических удобрений; Tongwei — крупный производитель комбикормов, пищевых продуктов и лекарственных средств для животных; CP Food Enterprises Chengdu — крупный производитель комбикормов и мясных продуктов; Chengdu Wintrue Holding — крупный производитель удобрений и ароматизаторов; Lier Chemical — крупный производитель гербицидов, пестицидов и удобрений; Tianqi Lithium — крупнейший в мире производитель лития.

### Информационные технологии

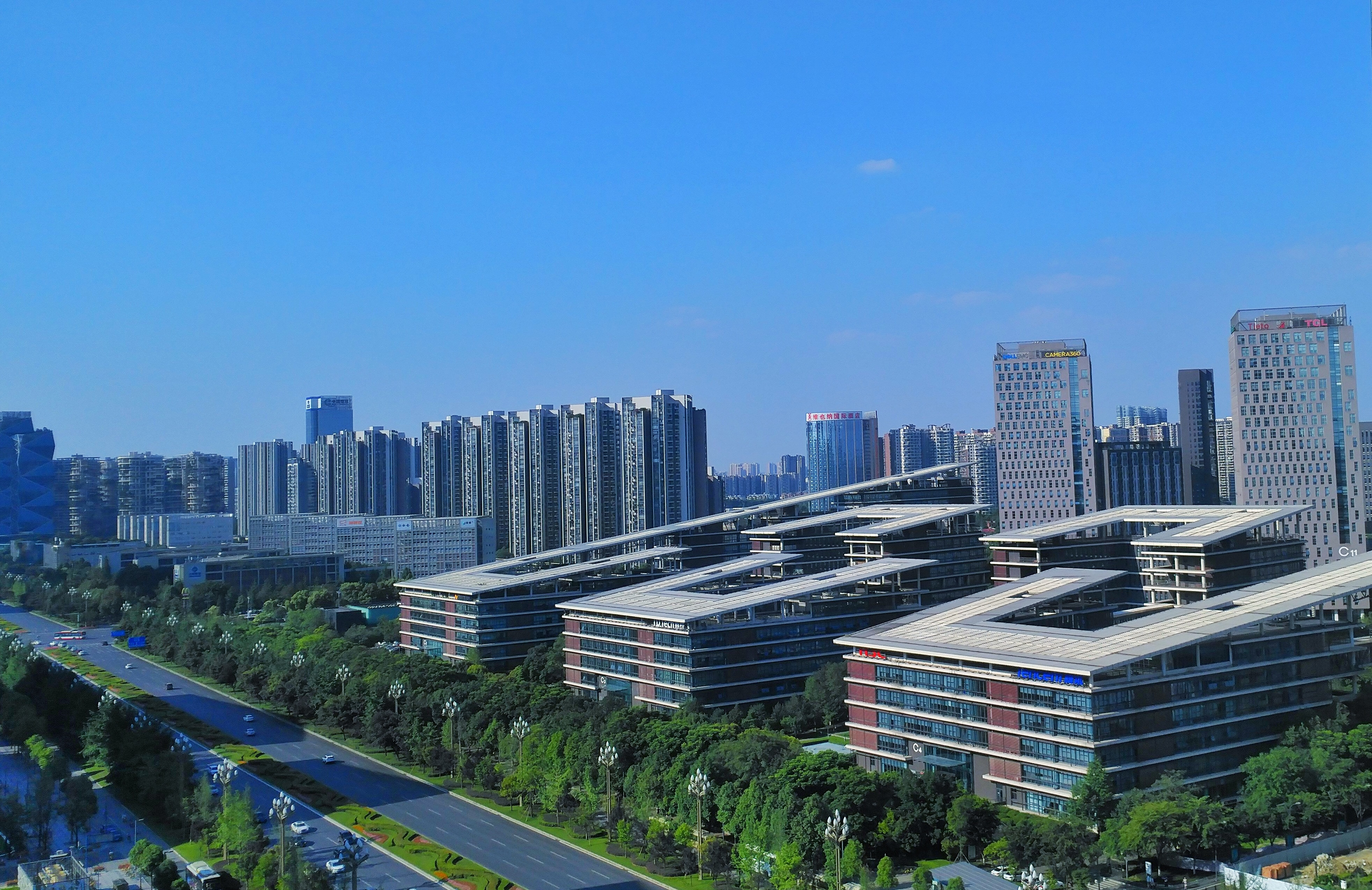
Парк программного обеспечения

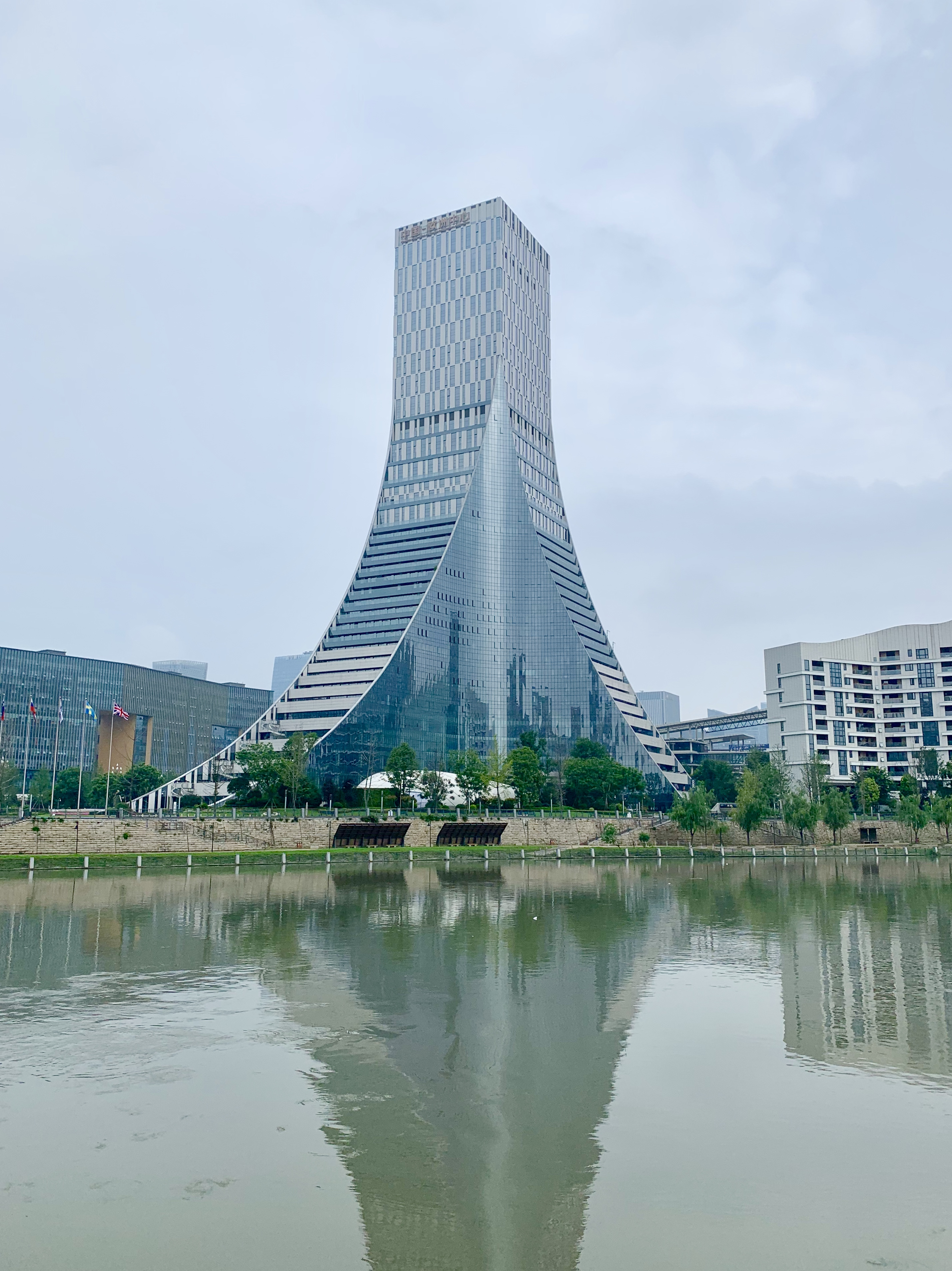
Sino-Euro Center

Чэнду активно развивается как национальная база в области информационных технологий и программного обеспечения. Индустриальная зона развития высоких технологий Чэнду привлекла десятки компаний из списка Fortune Global 500 и тысячи китайских компаний, включая Intel, IBM, Cisco, Dell, Nokia, Motorola, SAP, Siemens, Canon, Hewlett-Packard, Xerox, Microsoft, NortonLifeLock, Tieto, Ubisoft Chengdu, NIIT и Wipro, а также местных гигантов Lenovo и Huawei.
Чэнду является одной из пяти крупнейших баз индустрии программного обеспечения в Китае, а также крупным центром разработки видеоигр.
Важным кластером облачных вычислений и искусственного интеллекта является Национальный суперкомпьютерный центр компании Chengdu Data Group.

### Креативный бизнес
В 2021 году добавленная стоимость культурной и креативной индустрии в Чэнду превысила 207 млрд юаней (около 32,6 млрд долл. США). Этот показатель увеличился на 14,8 % в годовом исчислении и составил 10,4 % от ВРП Чэнду. Чэнду является крупным центром проведения выставок и конференций, в том числе ежегодного Чэндуского международного автосалона.

### Энергетика
В Чэнду базируется крупная энергетическая компания Sichuan Hydropower Investment and Management Group, которая занимается генерацией и дистрибуцией электроэнергии. Основными поставщиками электроэнергии для Чэнду являются гидроэлектростанции в верховьях реки Миньцзян, а также несколько газовых и угольных теплоэлектростанций в границах города.

### Строительство и недвижимость
В последние десятилетия в Чэнду наблюдается строительный бум, ежегодно в городе возводится много офисной, жилой и торговой недвижимости. По состоянию на 2022 год самыми высокими зданиями Чэнду были International Commerce Center (две башни по 280 м и 210 м), Anders Hotel (две башни по 249 м и 229 м), Башни IFS (две башни по 248 м), Global Times Center (243 м), Western IFC (241 м), Art Residence (две башни по 222 м), Tianfu IFC (две башни по 220 м), Yintai Center (220 м) и Dongfang Tianxiang Plaza (две башни по 219 м).
В Чэнду расположены штаб-квартиры конгломерата Sichuan Hanlong Group (строительство энергетических и транспортных объектов, добыча полезных ископаемых, химическая, фармацевтическая и пищевая промышленность, солнечная энергетика, туризм и операции с недвижимостью), компаний China MCC5 Group (строительство промышленных и логистических объектов), Sichuan Road and Bridge Group (строительство транспортных, энергетических и медицинских объектов) и China Railway No.2 Engineering Group (строительство транспортных объектов).

### Розничная торговля
В Чэнду базируется компания Haidilao International Holding — крупнейшая в стране сеть ресторанов хого.
Крупнейшими торговыми центрами Чэнду являются Times Outlets, IFS Mall, Raffles City, The Atrium, Shudu Wanda Plaza, Sino-Ocean Taikoo Li, Joycity, Ito-Yokado и Isetan.

### Внешняя торговля
Крупными логистическими и внешнеторговыми узлами города являются Комплексная бондовая зона международного железнодорожного порта Чэнду и Центр трансграничной электронной коммерции Чэнду — Евразия.
По итогам 2023 года общий объём внешней торговли Чэнду составил 748,98 млрд юаней (103,21 млрд долл. США), увеличившись на 16,2 %, а экспорт автомобилей на новых источниках энергии, литиевых батарей и фотоэлектрической продукции из Чэнду вырос на 43,8 %.

### Финансы
В Чэнду базируются Bank of Chengdu и Sichuan Bank, а также региональные офисы крупнейших китайских банков.

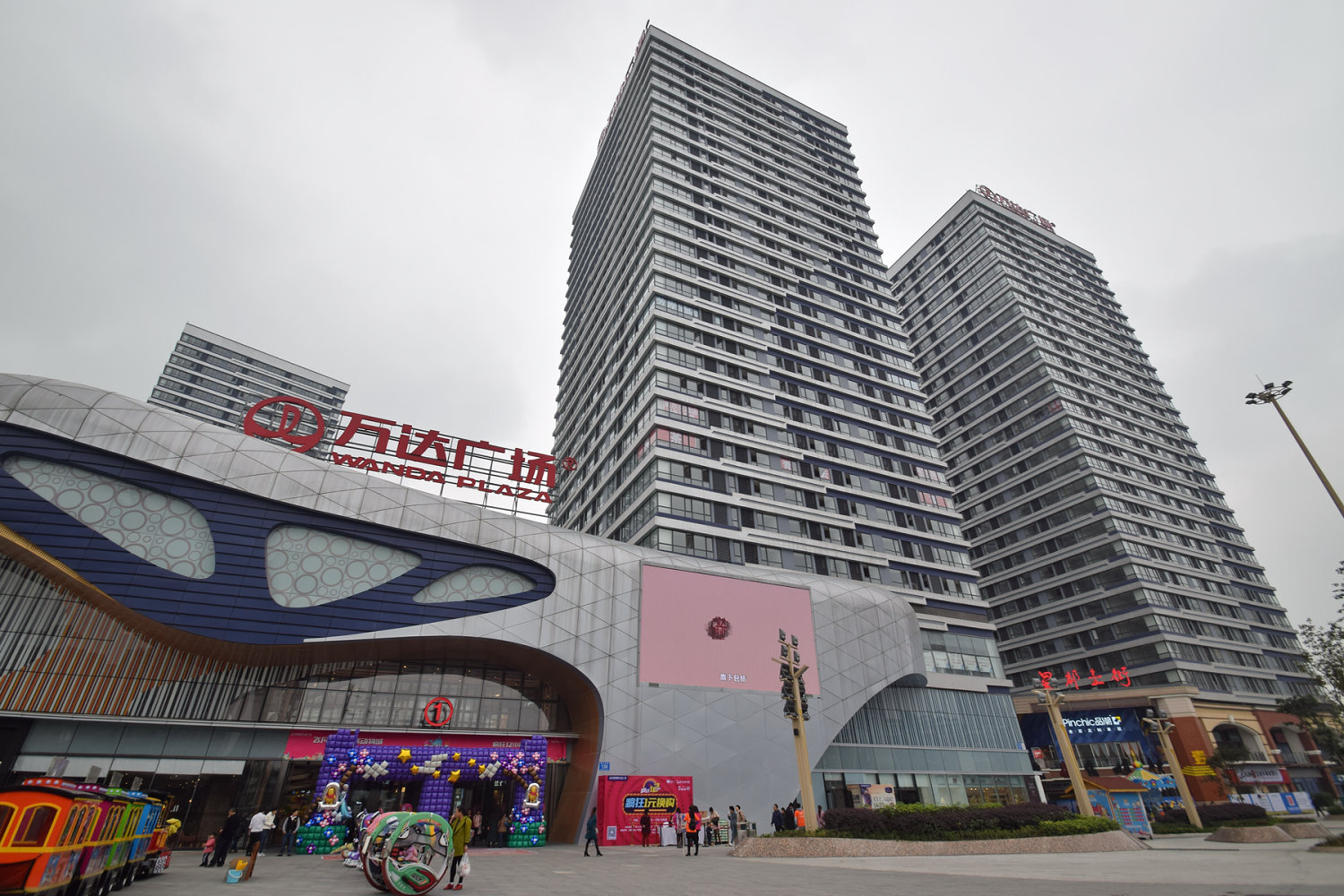
Shudu Wanda Plaza
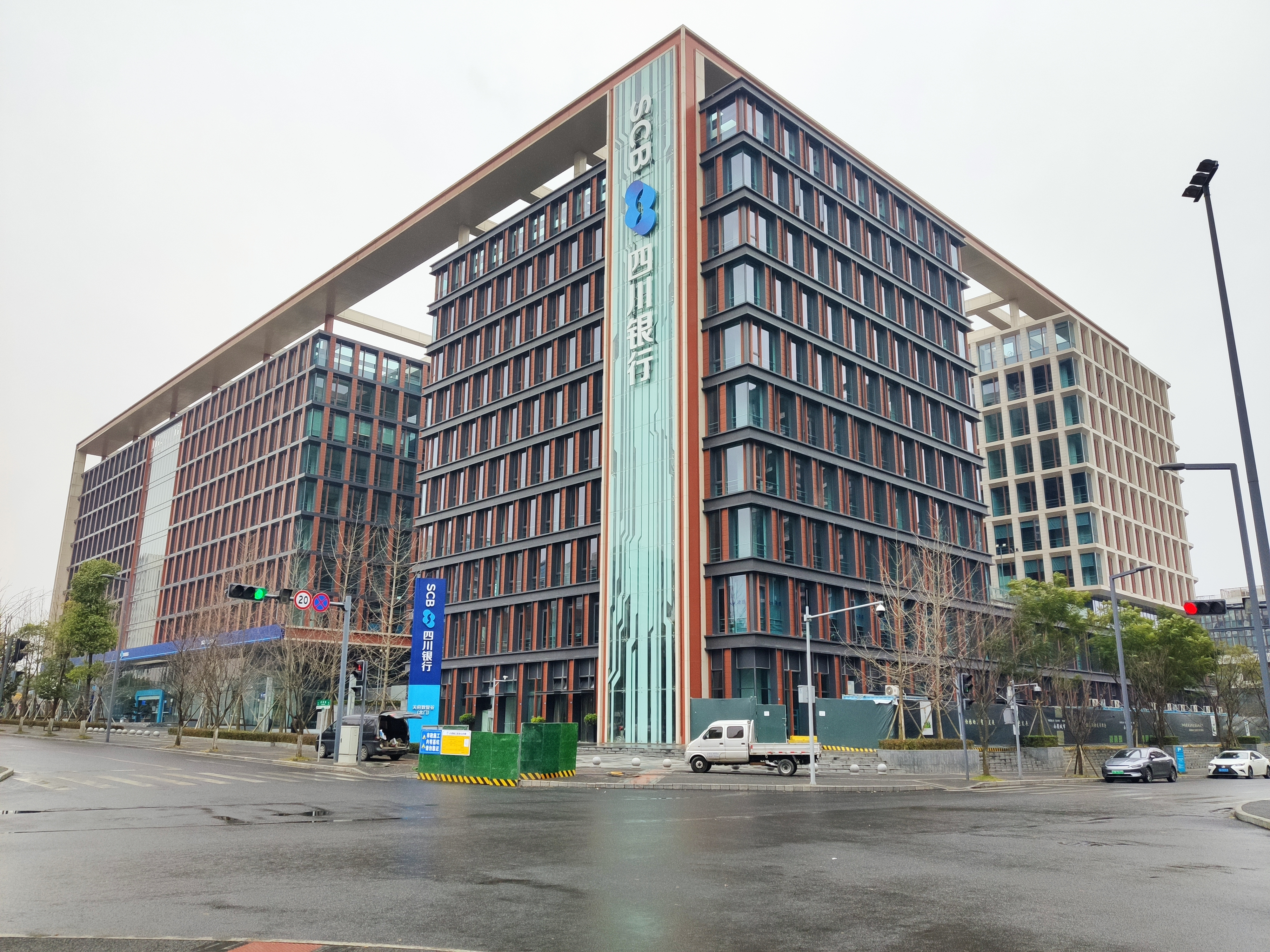
Sichuan Bank
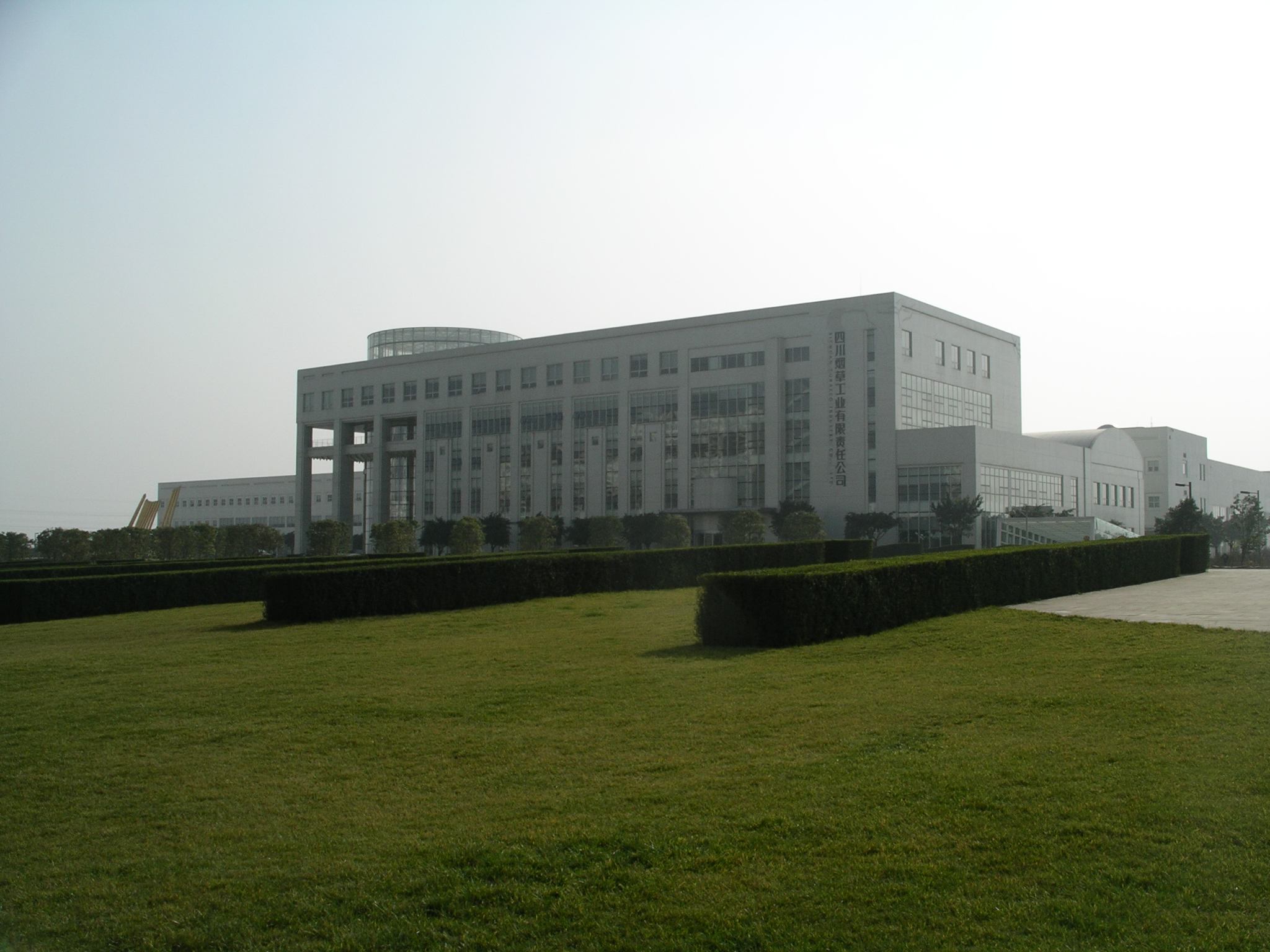
Sichuan Tobacco industry

## Транспорт

### Авиационный

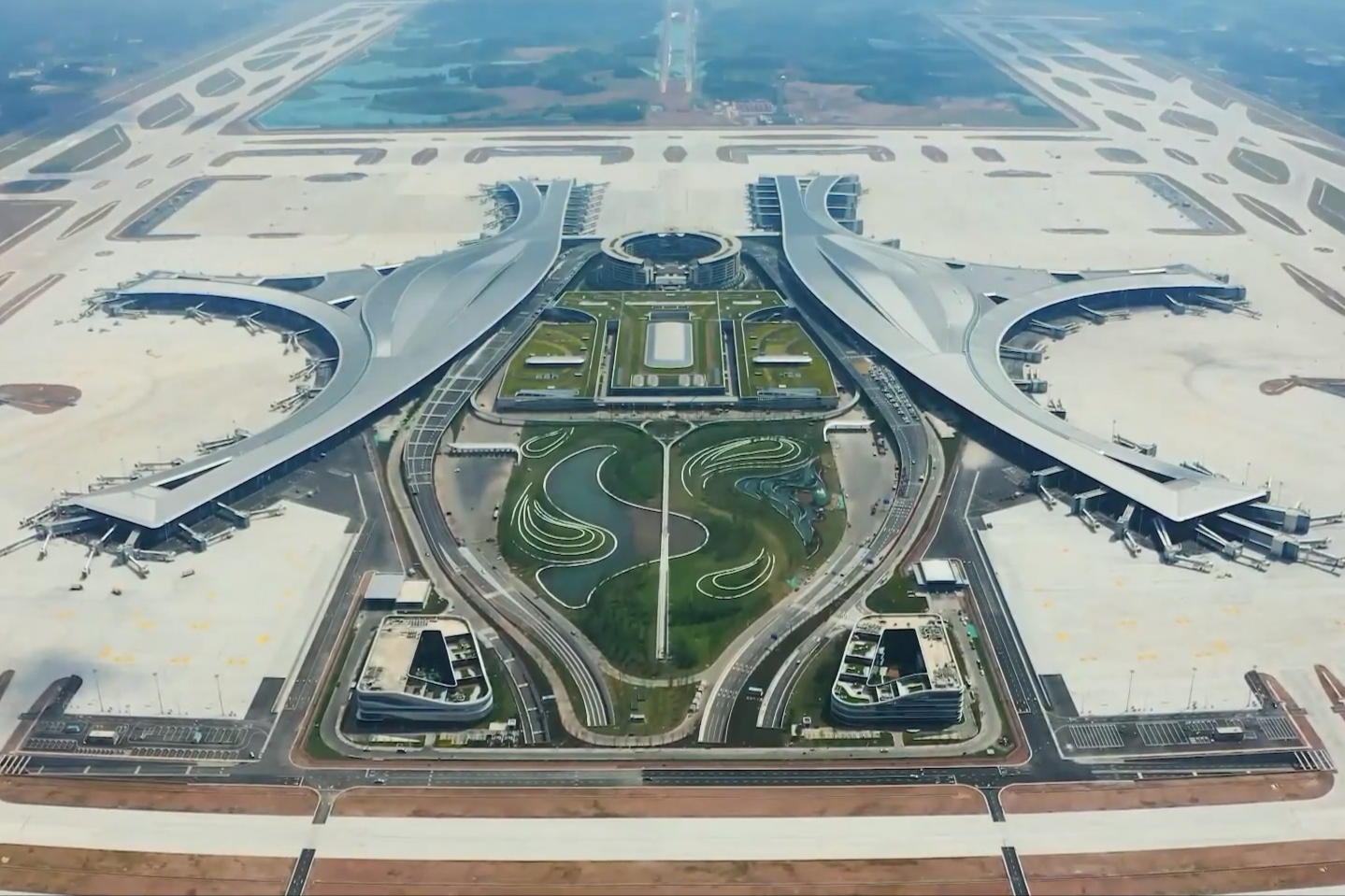
Аэропорт Тяньфу

Международный аэропорт Шуанлю расположен примерно в 16 км от центра города. Это второй самый загруженный аэропорт материкового Китая; на 2015 год трафик составлял 4 млн пассажиров. Из аэропорта выполняются рейсы в большинство крупных городов страны, а также международные рейсы в такие города как Гонконг, Осака, Сеул, Сингапур, Тайбэй, Токио, Куала-Лумпур, Пхукет, Бангкок и др. В аэропорту базируется крупная авиакомпания Chengdu Airlines.
В июне 2021 года введён в эксплуатацию новый международный аэропорт Тяньфу. В 2023 году объём пассажирооборота двух международных аэропортов города составил более 74,92 млн человек, а общий объём оборота грузов и почты достиг 771 тыс. тонн.
Важное значение имеют грузовые авиаперевозки, связывающие Чэнду с Брюсселем, Амстердамом, Парижем и Лондоном. По состоянию на 2024 год Чэнду занимал 3-е место среди городов Китая по объёму обслуженных авиапассажиров и 6-е место по грузовым авиаперевозкам.

### Железнодорожный

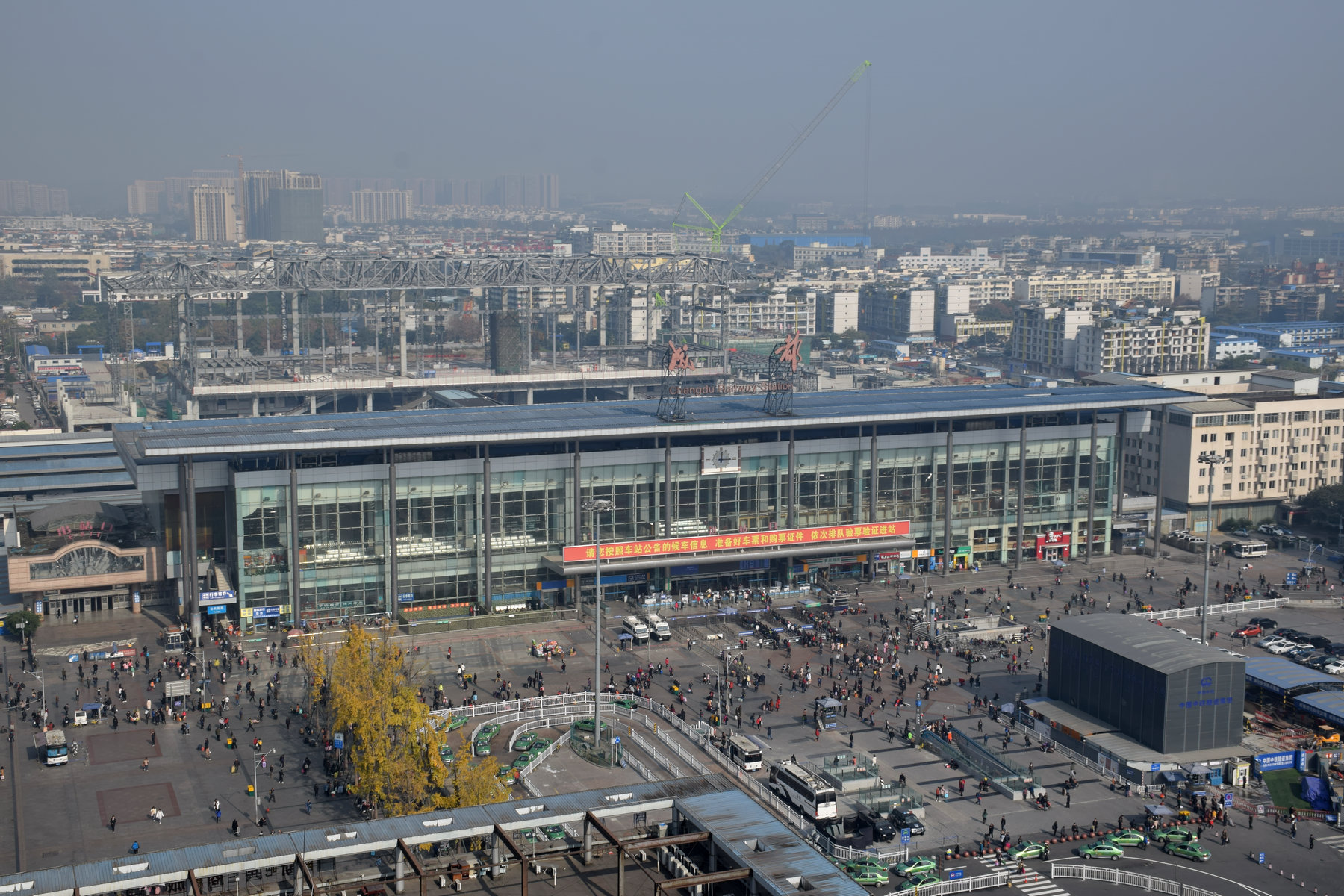
Центральный вокзал Чэнду

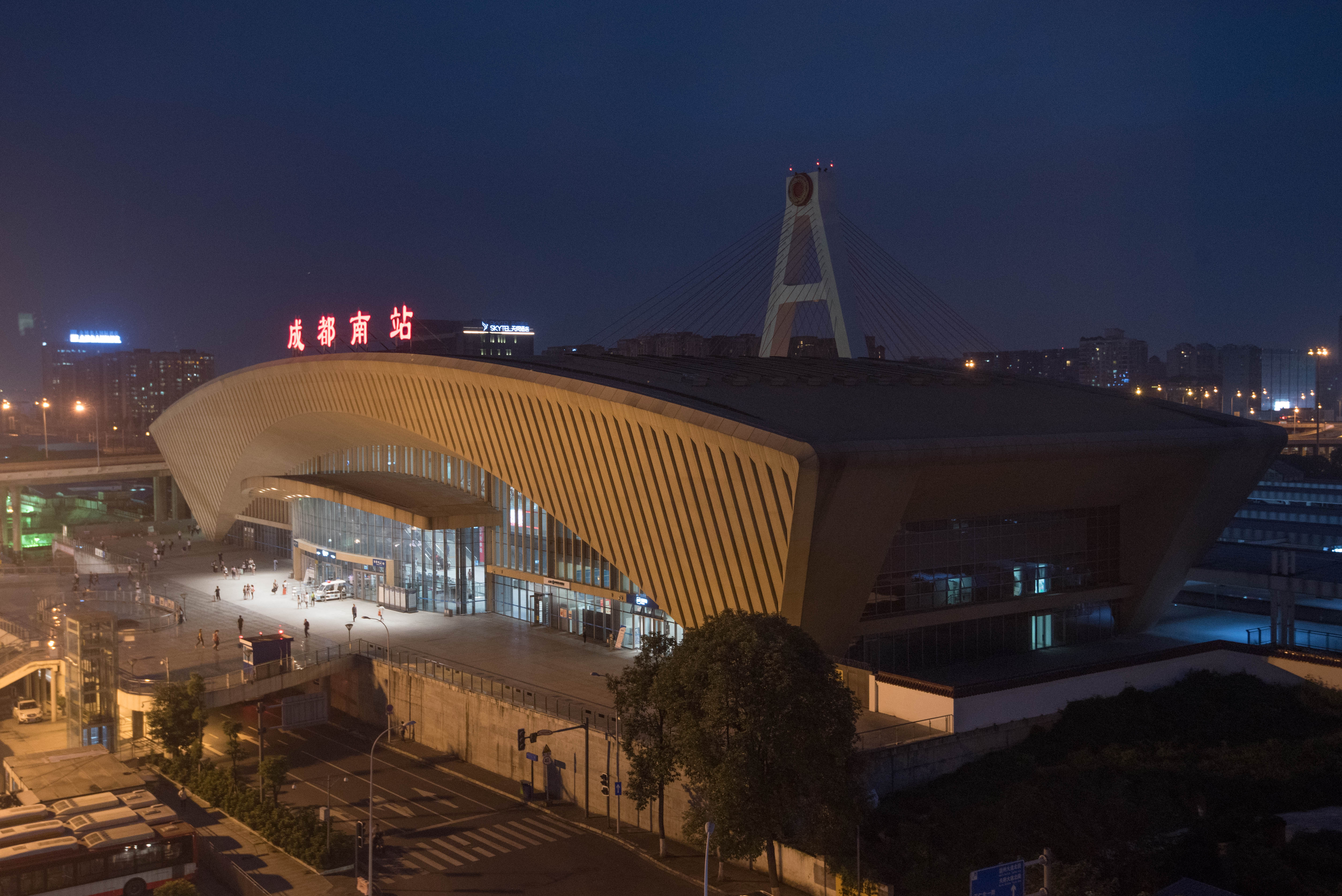
Южный вокзал Чэнду

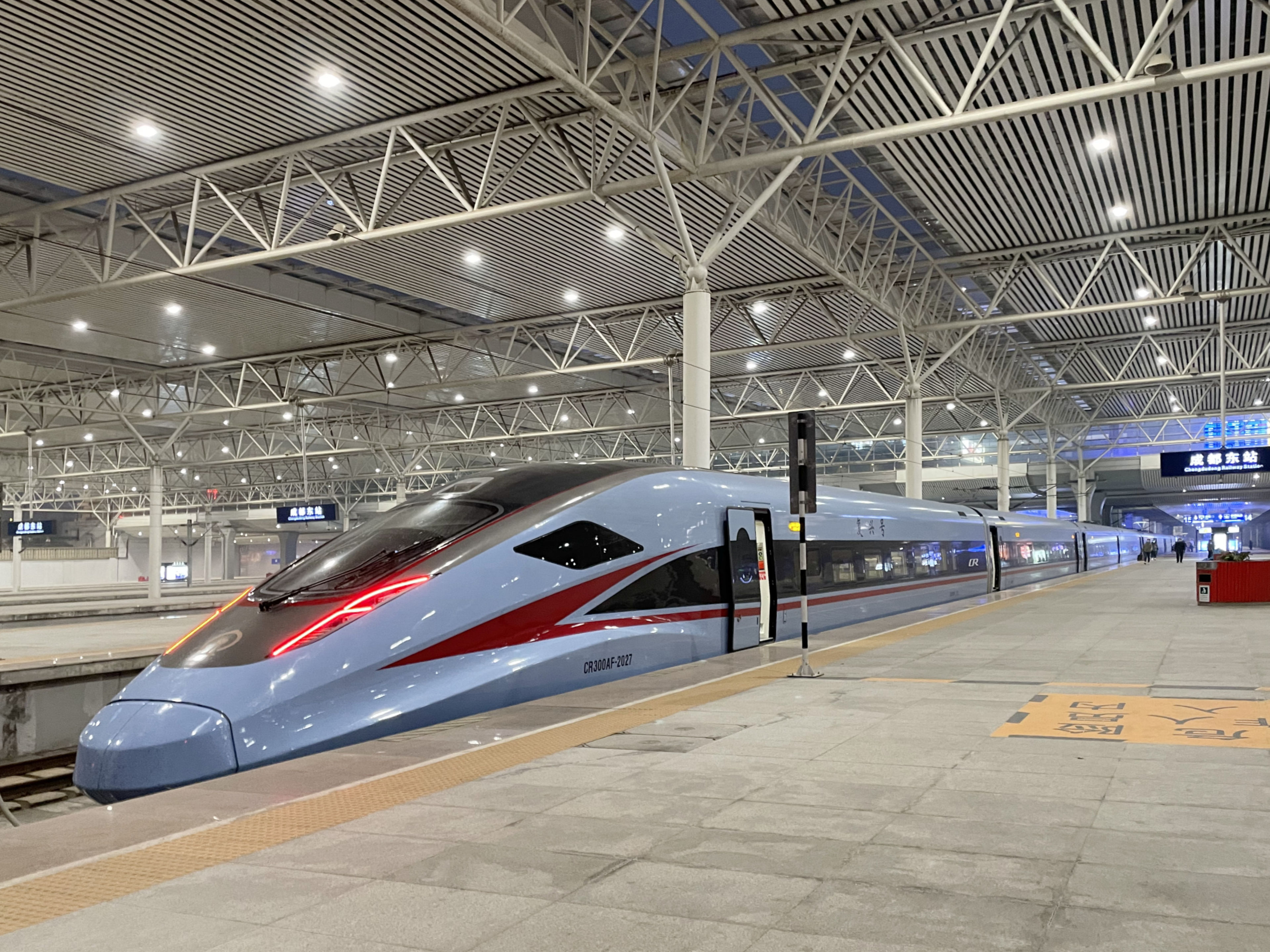
Поезд «Возрождение» на Восточном вокзале

Чэнду — крупный железнодорожный узел. Здесь пересекаются ветки Баоцзи — Чэнду, Чэнду — Чунцин, Чэнду — Куньмин и Чэнду — Дачжоу. В настоящее время город имеет 5 основных вокзалов. Кроме того, станция Северная-Сортировочная является крупнейшей сортировочной станцией во всём Китае.
В Чэнду сходятся несколько скоростных железнодорожных линий, в том числе скоростная железная дорога Дачжоу — Чэнду и междугородная железная дорога Чэнду — Дуцзянъянь); линия на Чунцин преобразуется в часть главной широтной национальной высокоскоростной магистрали (до скоростей 350 км/ч). В июле 2023 года началась эксплуатация скоростного маршрута Чэнду — Гонконг.
В декабре 2023 года была введена в эксплуатацию 261-километровая высокоскоростная железная дорога Чэнду — Цзыгун — Ибинь.
Международный железнодорожный порт Чэнду играет важную роль в импорте ячменя, пшеницы, риса, фасоли, льна и подсолнечного масла из России, Центральной и Юго-Восточной Азии, а также в экспорте автомобилей, электроники, замороженных продуктов и сычуаньского чая в Центральную Азию, Россию и Беларусь. Кроме того, Чэнду является перевалочным центром между железнодорожными узлами Западного Китая и морскими портами Южного и Восточного Китая.
В 2013—2020 годах грузовые поезда из Чэнду совершили более 8 тыс. рейсов по маршруту Китай — Европа, соединив Сычуань с 61 зарубежным городом. Важное значение имеет транспортный коридор Нинбо — Чэнду, по которому товары из Японии и Южной Кореи попадают в Сычуань и затем транзитом следуют в Европу. В основном поезда перевозят электронику, бытовую технику, промышленное оборудование, текстиль, автомобили и автокомплектующие. В 2020 году стоимость товарооборота железнодорожного порта Чэнду достигла 150,7 млрд юаней. Грузовым терминалом в Чэнду управляет компания Chengdu International Railway Port Investment & Development Group. В 2021 году открылись новые маршруты из Чэнду в Санкт-Петербург, Амстердам и Осло.
Метрополитен Чэнду был официально открыт в Чэнду 1 октября 2010 года. На конец 2017 года он состоит из 6 линий, включая кольцевую.
В декабре 2022 года в Чэнду была официально введена в эксплуатацию первая в мире городская электричка на водородном топливе.

### Автомобильный
В Чэнду пересекаются множество национальных автотрасс, идущих из провинций Шэньси, Юньнань и Тибетского автономного района. Автотрасса Чэнду — Чунцин стал одним из первых автобанов в стране и первым в её западной части.
В городе и агломерации действует около 400 автобусных маршрутов.

## Наука и образование

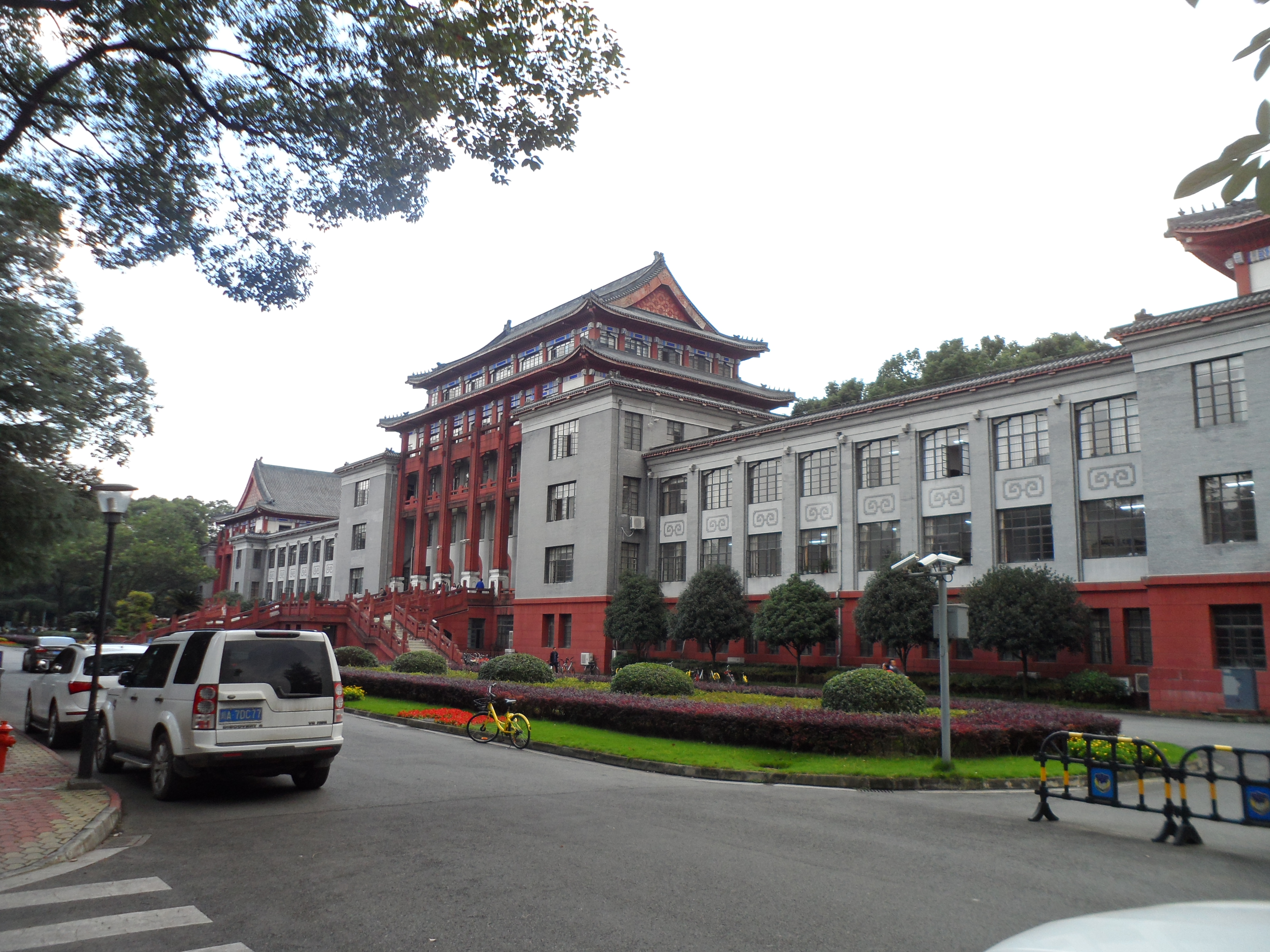
Сычуаньский университет

В Чэнду находится наибольшее число университетов и научно-исследовательских институтов Юго-Западного Китая.
- Сычуаньский университет
- Университет электронной науки и техники Китая
- Юго-западный университет финансов и экономики
- Юго-западный университет Цзяотун
- Юго-западный университет Миньцзу
- Юго-западный нефтяной университет
- Университет Чэнду
- Технологический университет Чэнду
- Университет информационных технологий Чэнду
- Сычуаньский педагогический университет
- Университет традиционной китайской медицины Чэнду
- Медицинский колледж Чэнду
- Спортивный университет Чэнду
- Университет Сихуа
- Сычуаньская музыкальная консерватория
- Сычуаньский университет СМИ и коммуникаций[50]

Разработкой военной авиатехники занимается 611-й научно-исследовательский авиационный институт компании Chengdu Aircraft Industry Group.
В Чэндуской зоне освоения новых и высоких технологий проводятся исследования в области фармакологии, здравоохранения, западной и традиционной китайской медицины. Здесь базируется большой исследовательский центр компании AstraZeneca.

## Здравоохранение

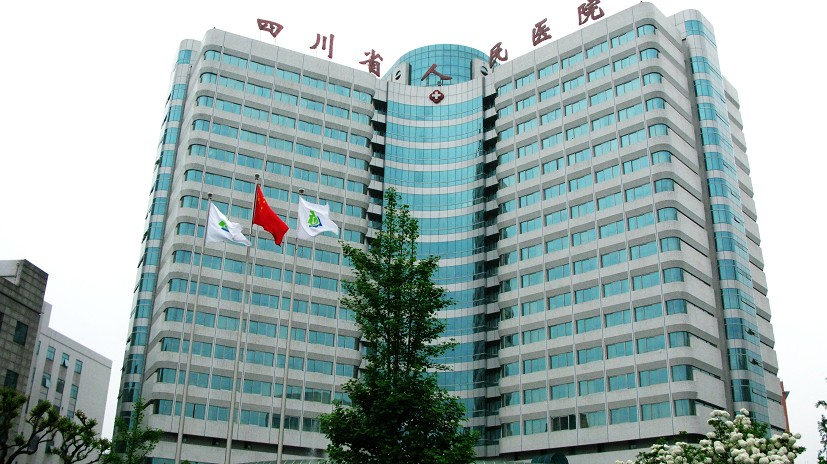
Больница провинции Сычуань

- Больница Западного Китая Сычуаньского университета
- Вторая больница Западного Китая Сычуаньского университета
- Стоматологическая больница Сычуаньского университета
- Больница матери и ребёнка Сычуаньского университета
- Больница провинции Сычуань
- Первая народная больница Чэнду
- Военный госпиталь Чэнду
- Больница традиционной китайской медицины

## Спорт

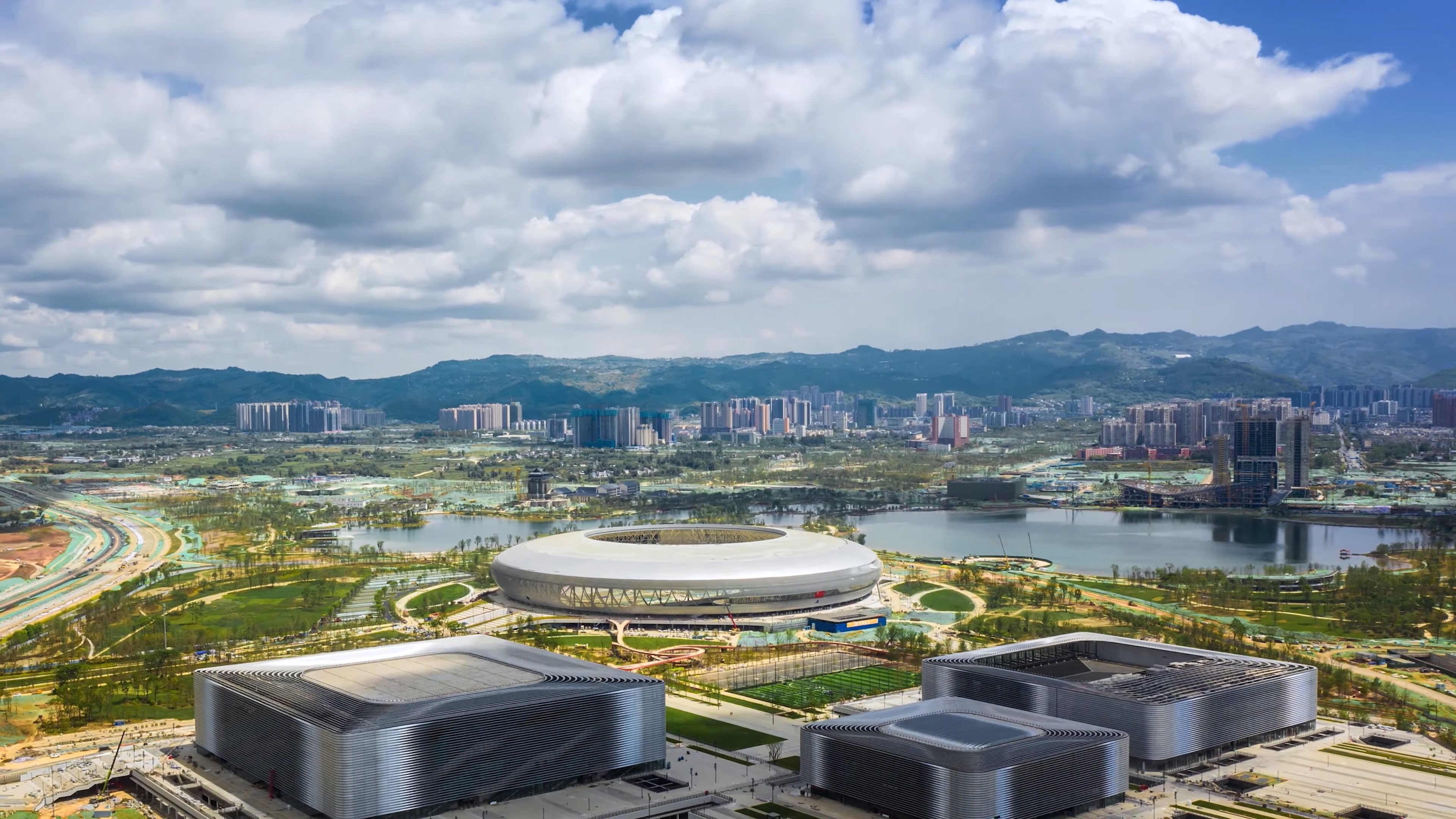
Спортивный парк у озера Дунъань

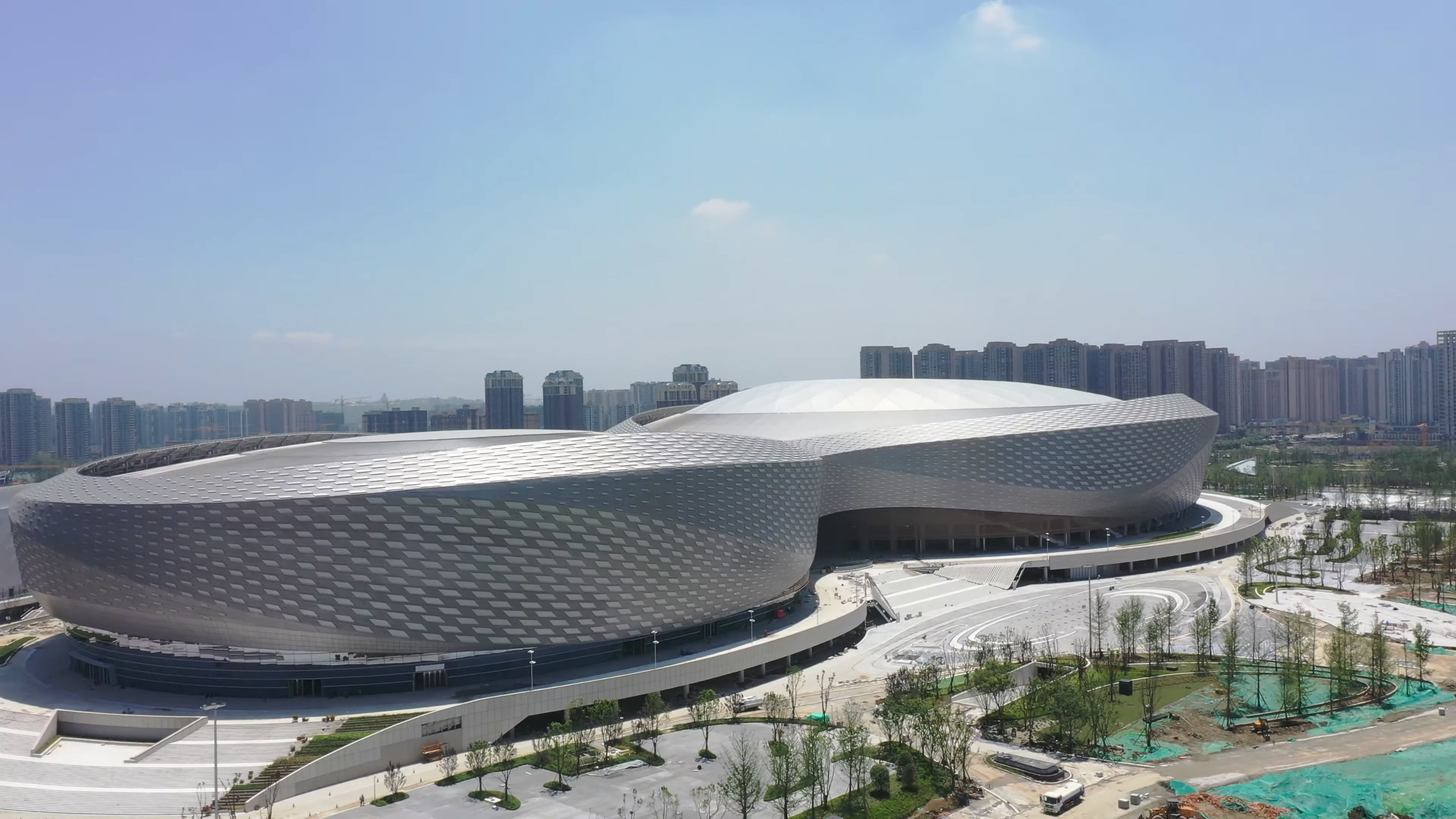
Спортивный парк Фэнхуаншань

В Чэнду есть два спортивных парка, на территории которых построены стадион на 40 тысяч зрителей, центр водных видов спорта, объекты спортивной гимнастики, а также спортивный комплекс на 18 тысяч мест, предназначенный для соревнований по баскетболу и хоккею.
За пределами этих парков находятся Сычуаньский международный теннисный центр и тренировочная база национальной сборной по бадминтону. Кроме того, в городе имеется несколько крытых бассейнов и создан ряд спортивных комплексов, в которых проводятся соревнования по волейболу и другим видам спорта. В центрах спортивных единоборств обучают ушу и дзюдо.
К отложенной из-за пандемии коронавируса Летней Универсиаде 2021 года подготовлены спортивные объекты различных высших учебных заведений Чэнду.
В отдалённом от центральных районов городском уезде Дуцзянъянь построен объект «Chengdu Sunac Cultural Tourism City Water and Snow World», совмещающий крытый горнолыжный комплекс и аквапарк общей площадью 367 600 м² (оператором комплекса является группа Sunac China Holdings). Ещё дальше к западу от центра города находится Ландшафтный парк снежных гор Силин, в котором открыт небольшой курорт с несколькими горнолыжными трассами под открытым небом.
В августе 2025 года в Чэнду прошли 12-е Всемирные игры.

## Культура
На западной окраине Чэнду находятся культурные объекты Всемирного наследия ЮНЕСКО — гора Цинчэншань, а также древняя оросительная система Дуцзянъянь. Гора Цинчэншань известна тем, что стала местом возникновения даосизма как религиозного течения. Она несколько веков была центром даосской культуры.
В Чэнду построено несколько крупных культурных учреждений, в том числе музеев, выставочных комплексов, концертных залов и библиотек:
- Музей провинции Сычуань
- Музей Чэнду
- Музей зоны Цзиньша
- Музей Троецарствия
- Тростниковая хижина Ду Фу
- Музей современного искусства Чэнду
- Художественный музей Тяньфу
- Художественный музей вышивки Шу
- Художественная галерея А4[59]
- Музей сычуаньской кухни
- Сычуаньский научно-технологический музей
- Научный музей Чэнду
- Музей Сычуаньского университета
- Исторический музей Юго-западного университета Цзяотун
- Музей локомотивов Юго-западного университета Цзяотун
- Музейный кластер Цзяньчуань
- Городской концертный зал Чэнду
- Библиотека провинции Сычуань
- Библиотека Сычуаньского университета
- Библиотека университета электронной науки и техники Китая

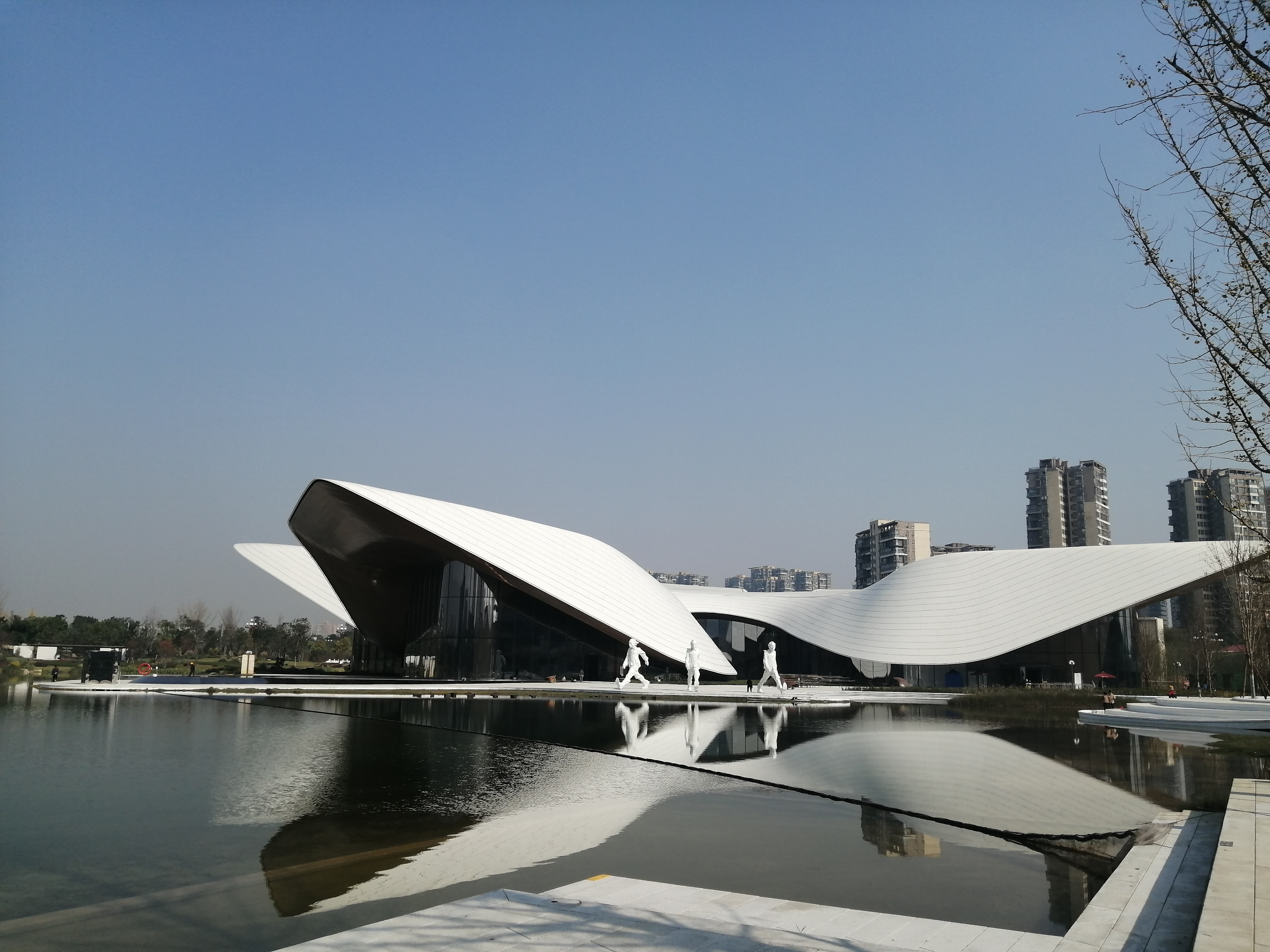
Художественный музей Тяньфу
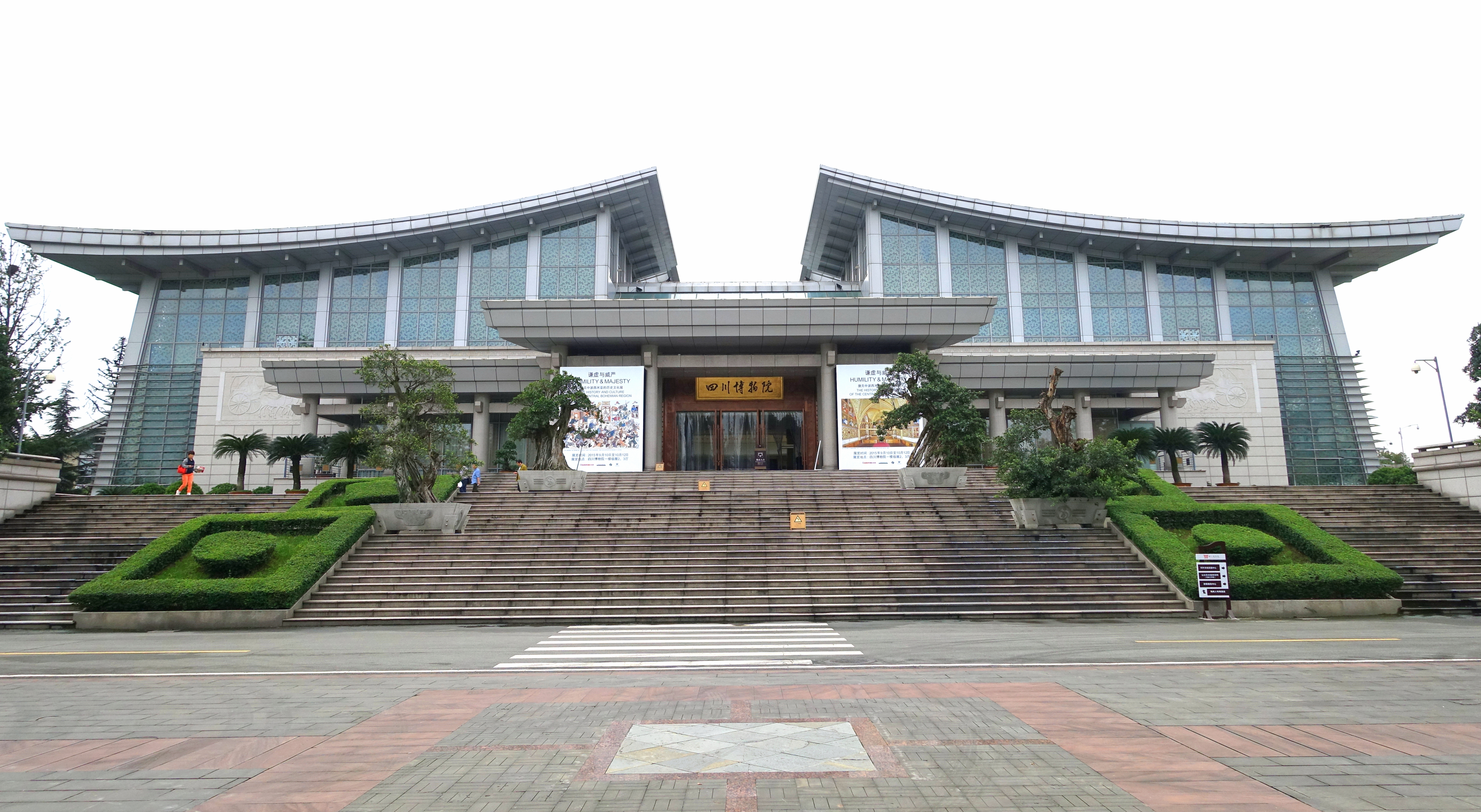
Музей провинции Сычуань
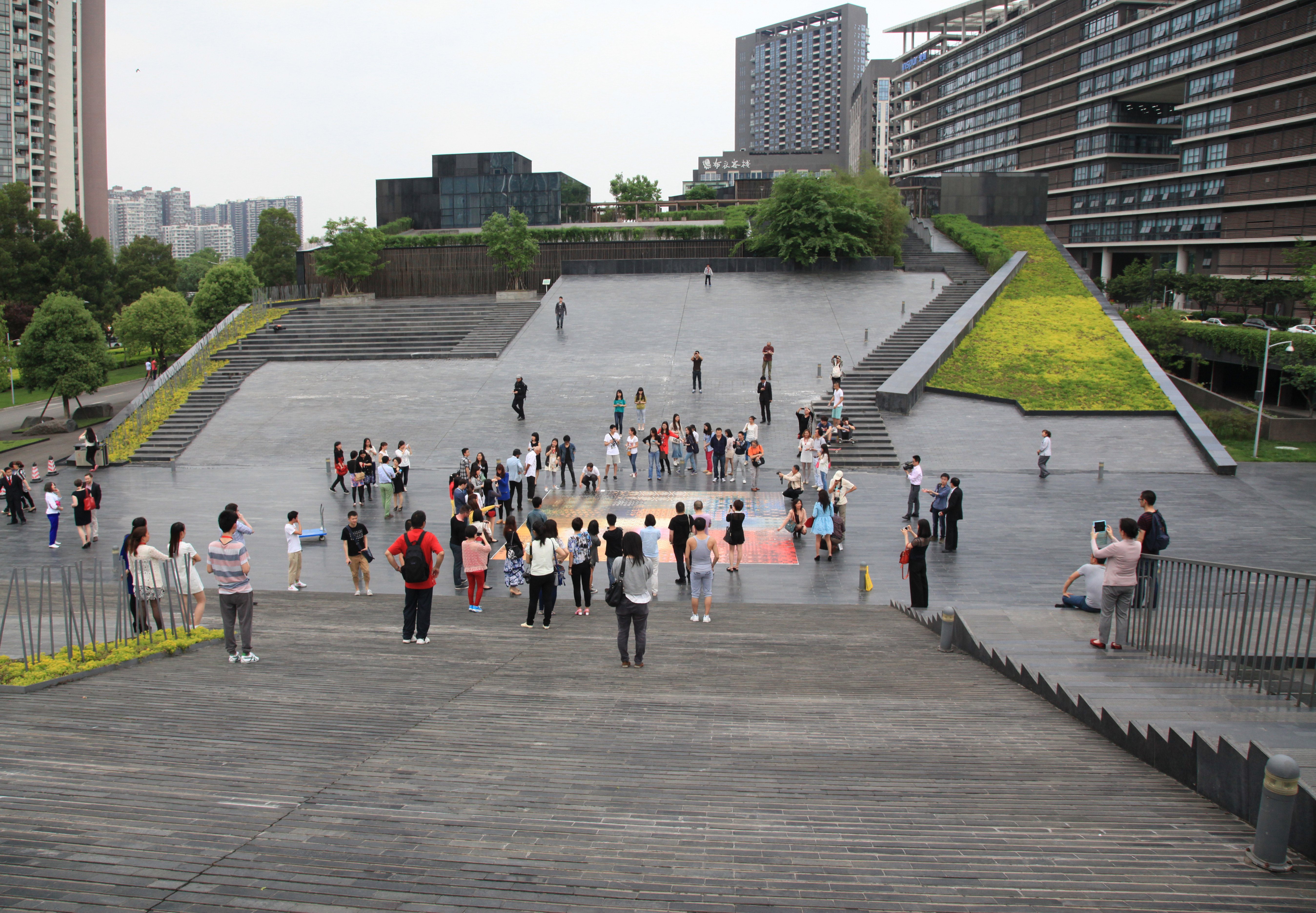
Музей современного искусства Чэнду
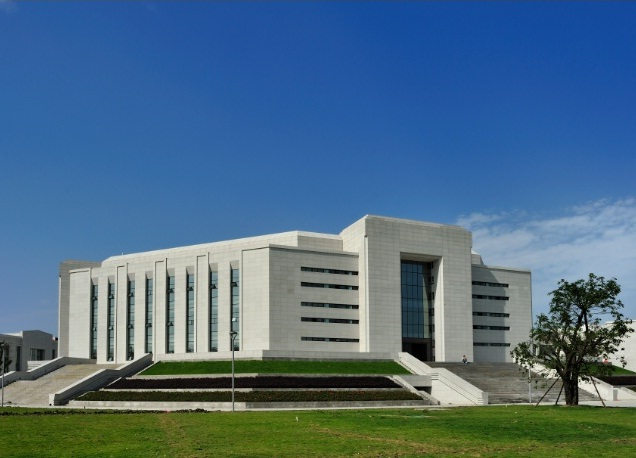
Библиотека университета электронной науки и техники Китая
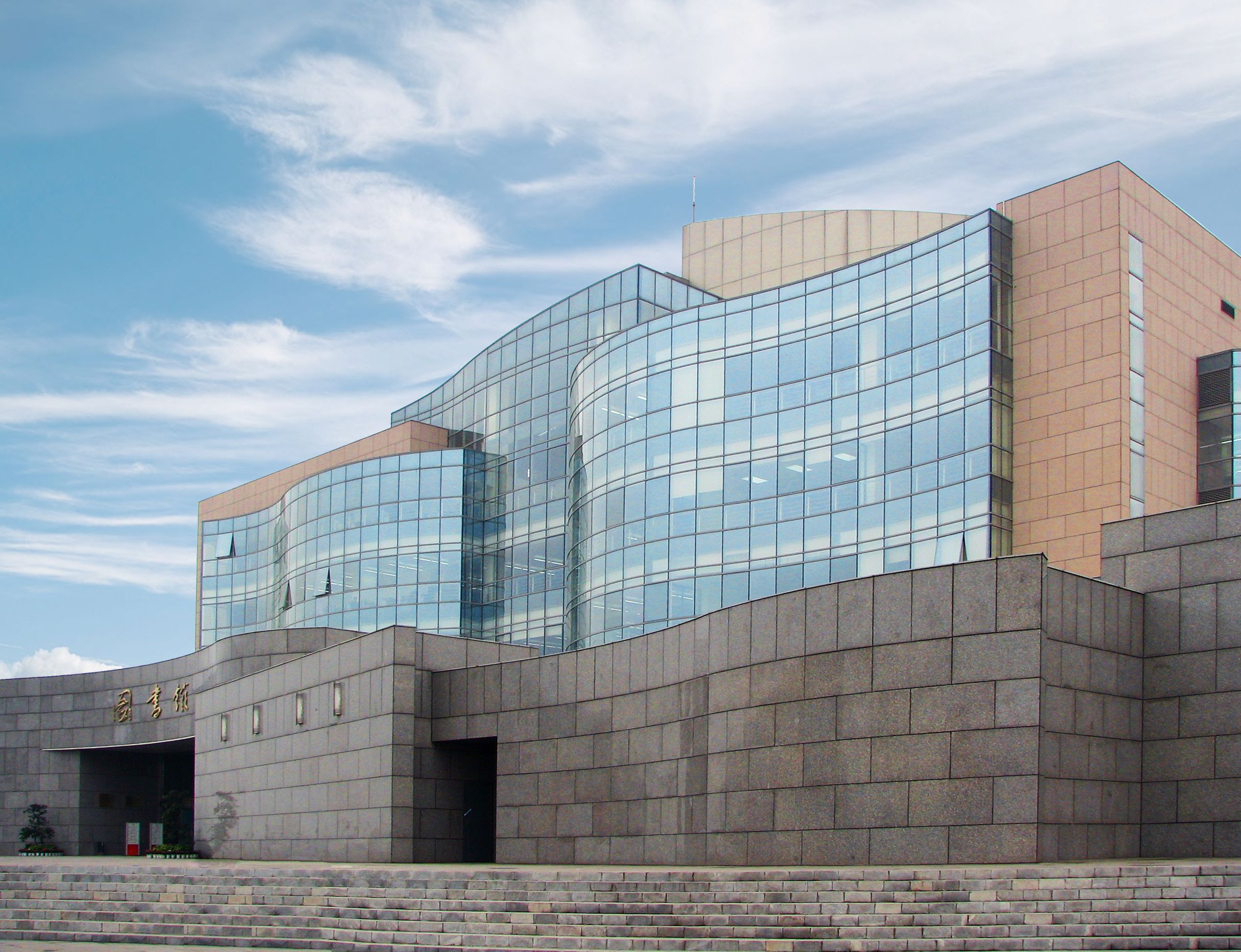
Библиотека Сычуаньского университета
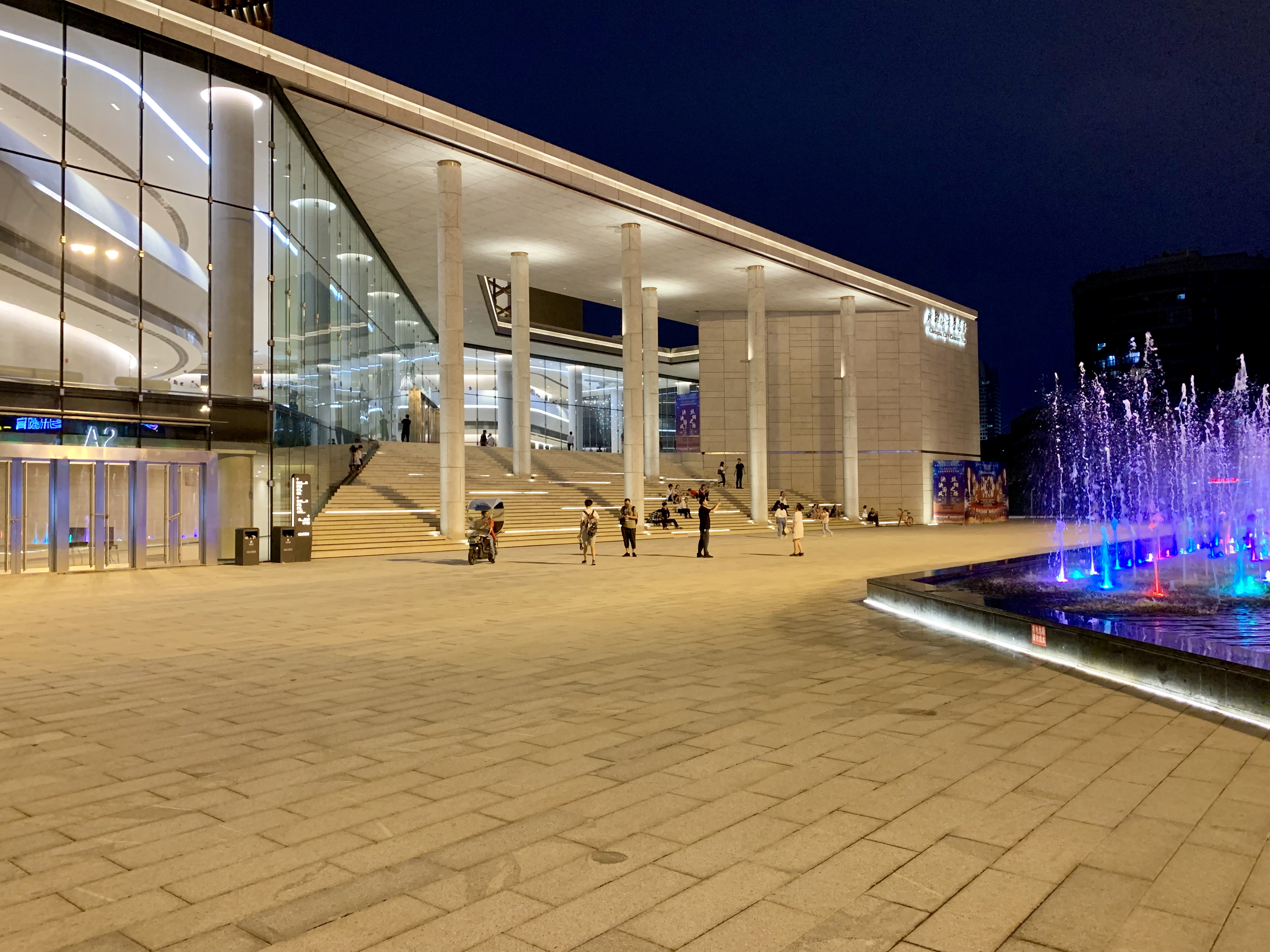
Концертный зал Чэнду
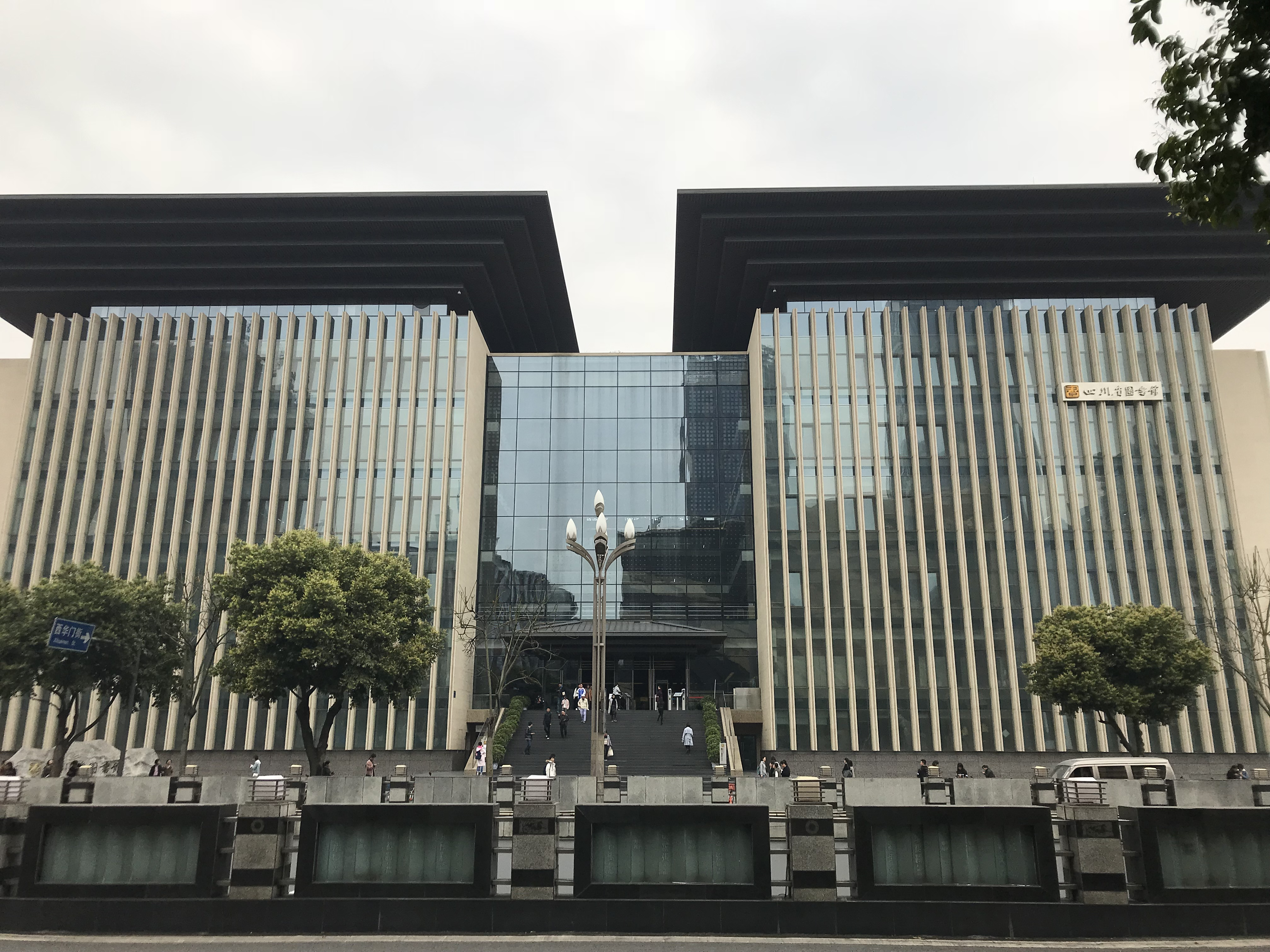
Библиотека провинции Сычуань
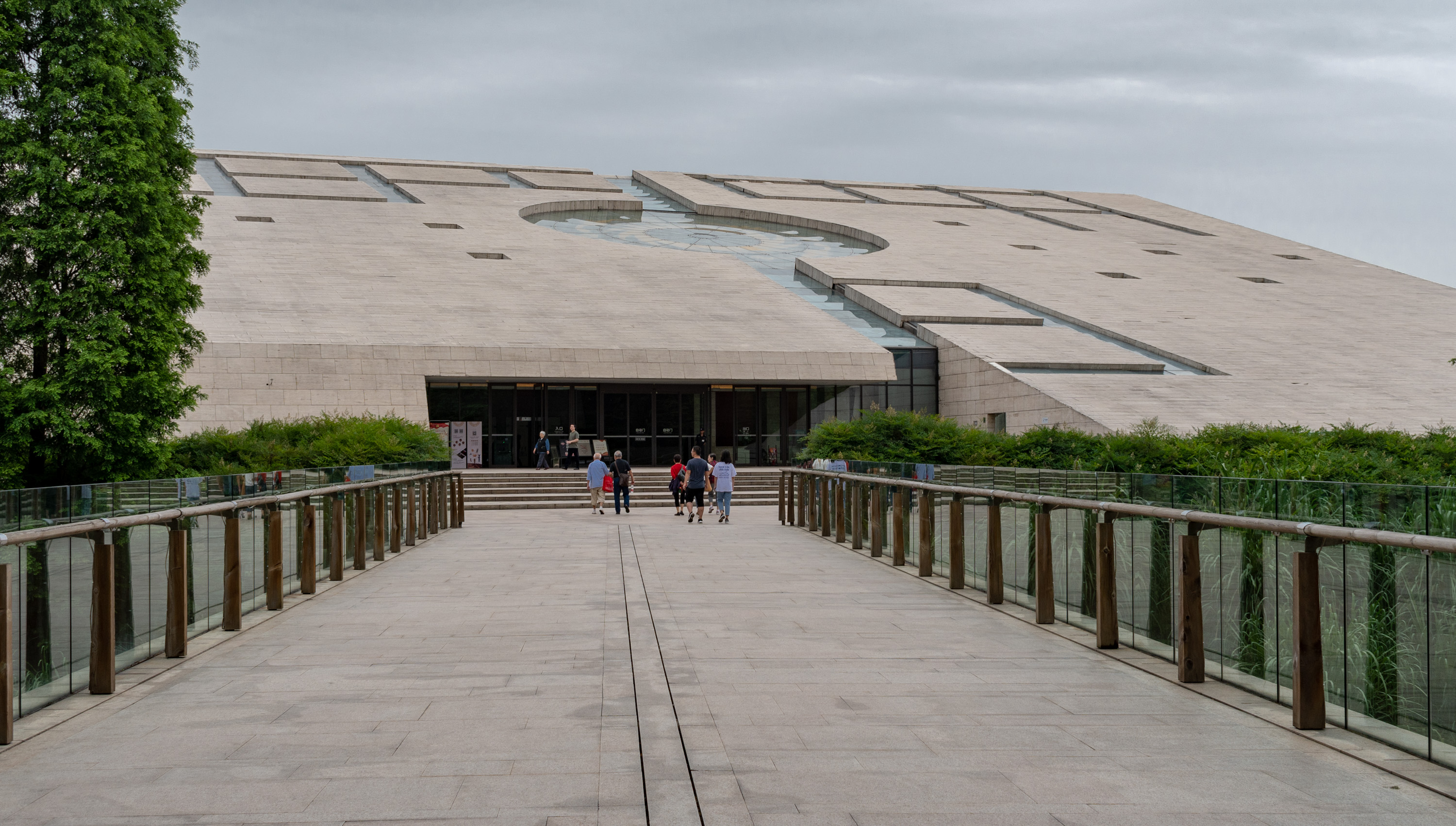
Музей зоны Цзиньша
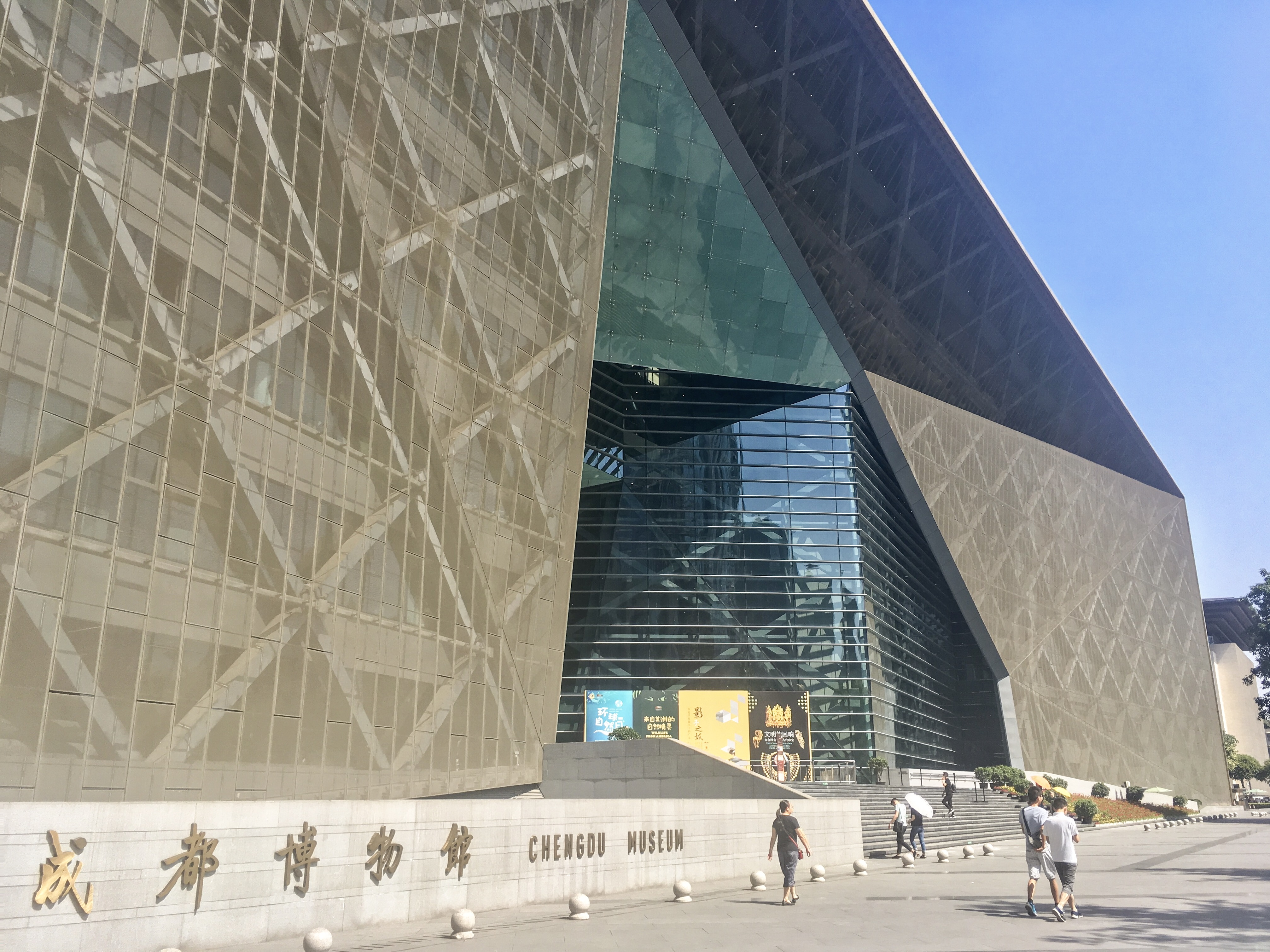
Музей Чэнду
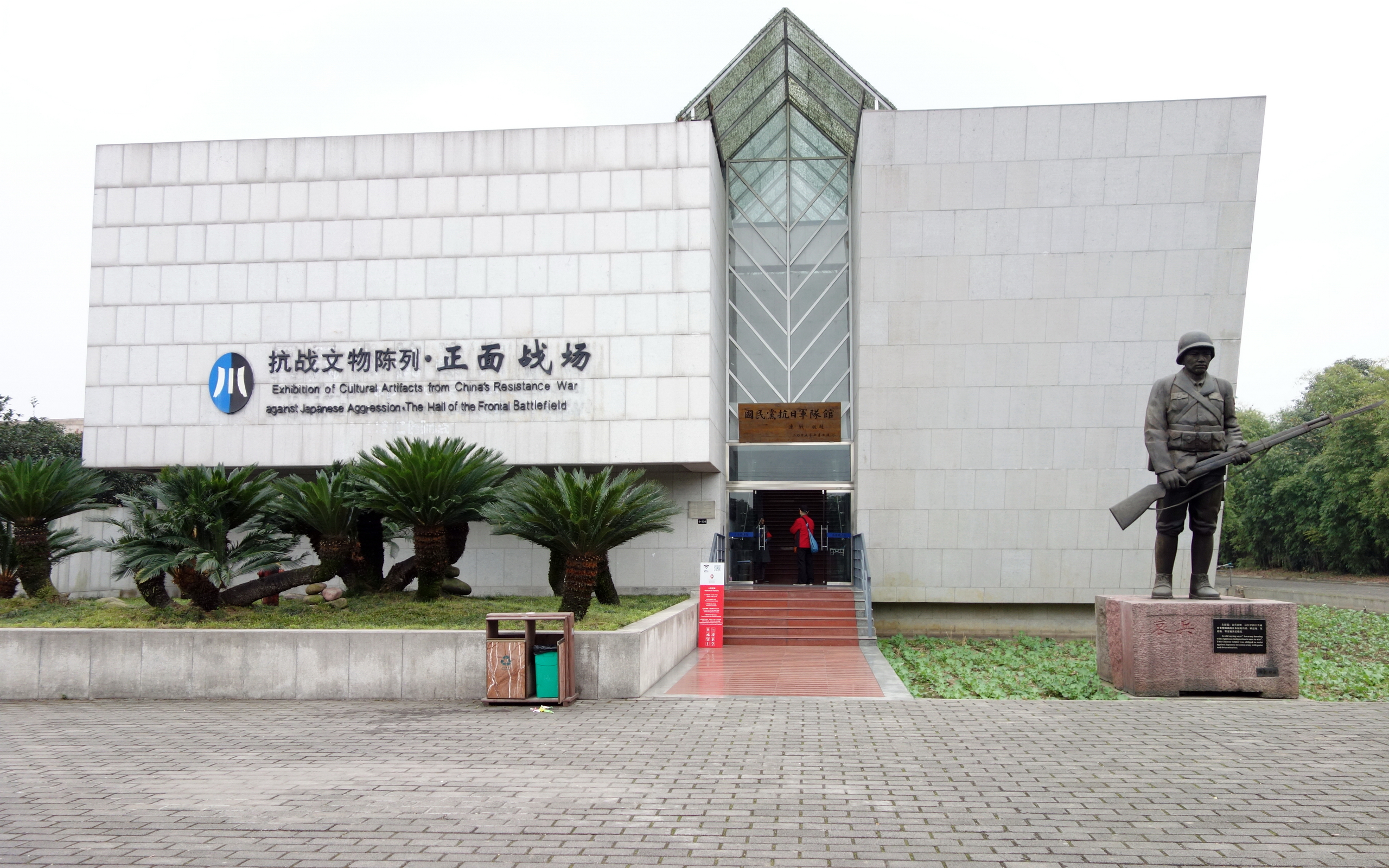
Музейный кластер Цзяньчуань
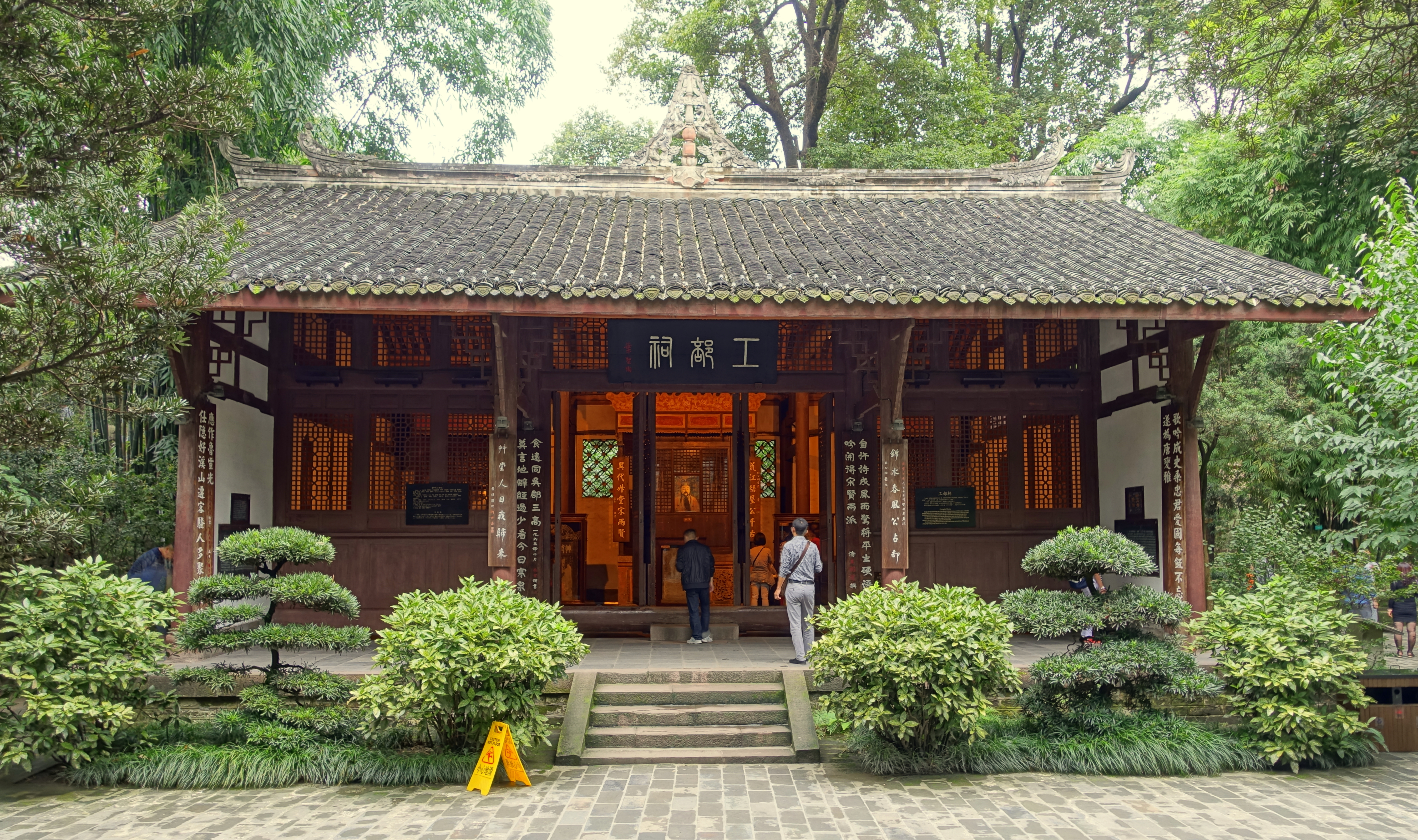
Храм в парке Ду Фу

## Достопримечательности
- Мемориальный комплекс Ухоуцы
- Даосский Храм Зелёной Козы
- Монастырь Баогуансы
- Буддийский монастырь Вэньшу
- Буддийский храм Чжаоцзюэ
- Дом-музей поэта Ду Фу
- Резиденция Лю Вэньхуэя
- Резиденция Лю Вэньцая

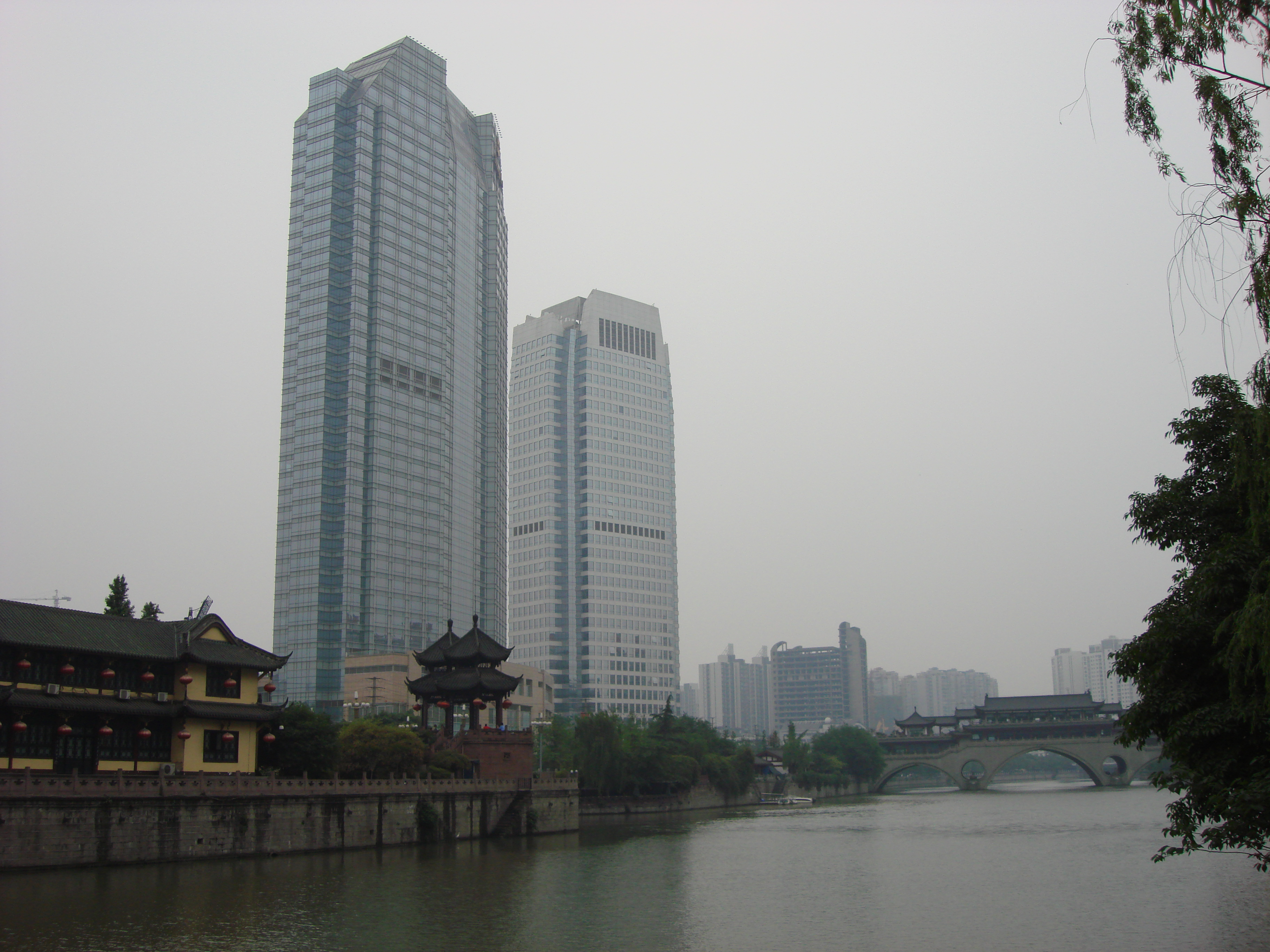
Отель Shangri-La

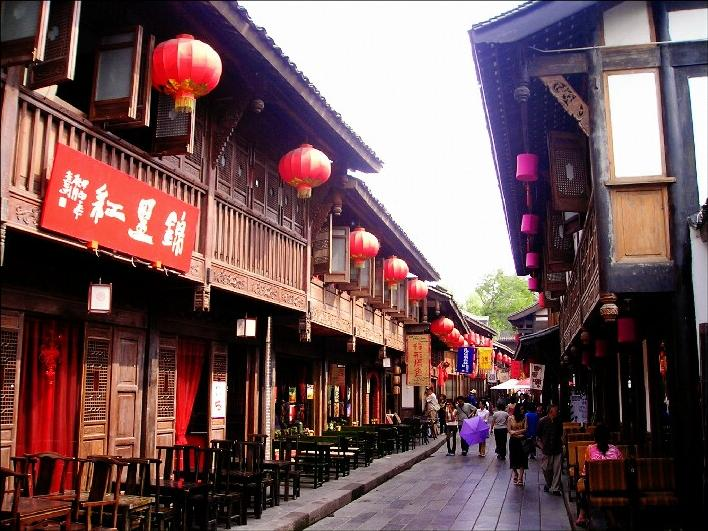
Исторический район улицы Цзиньли

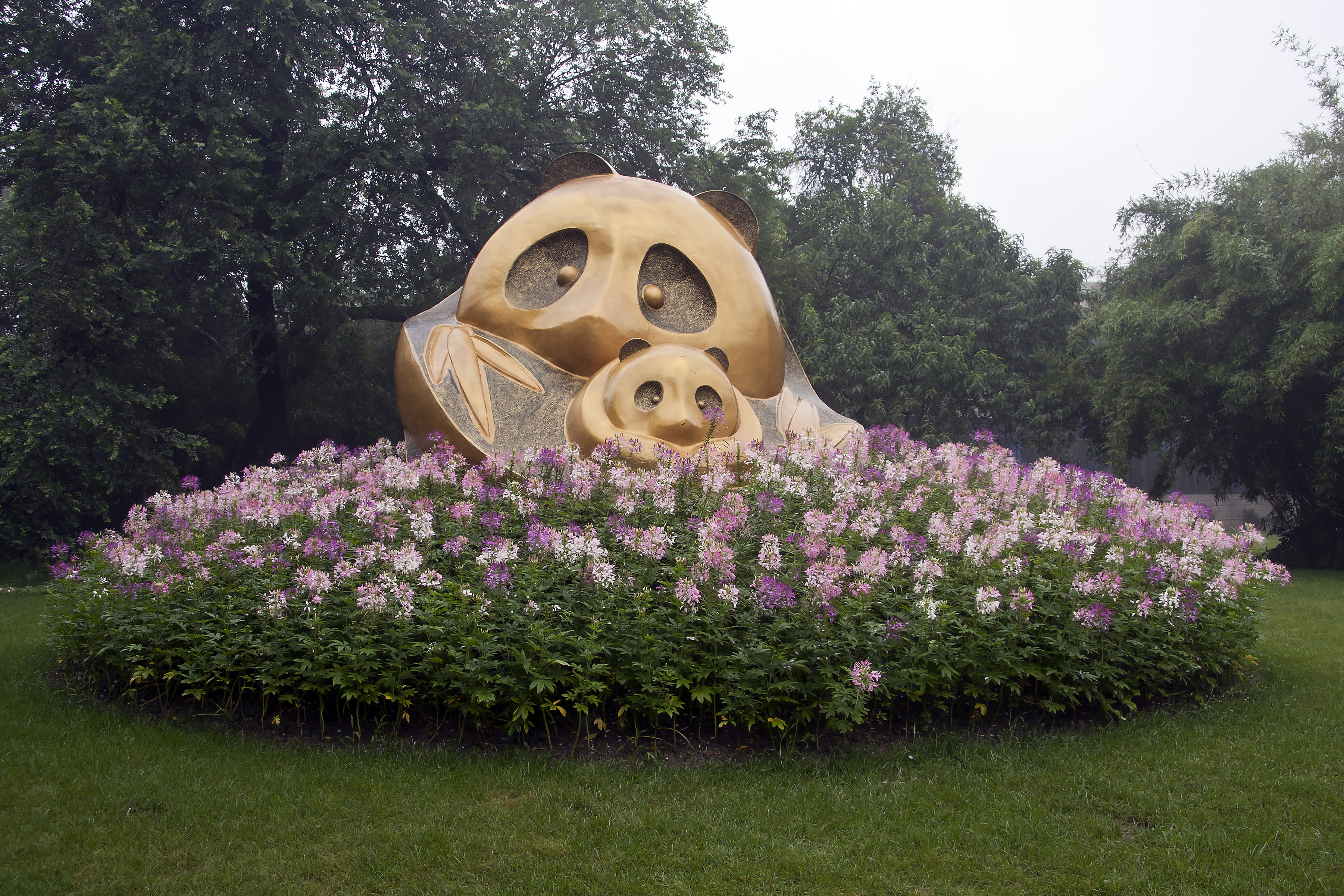
Центр изучения и разведения больших панд

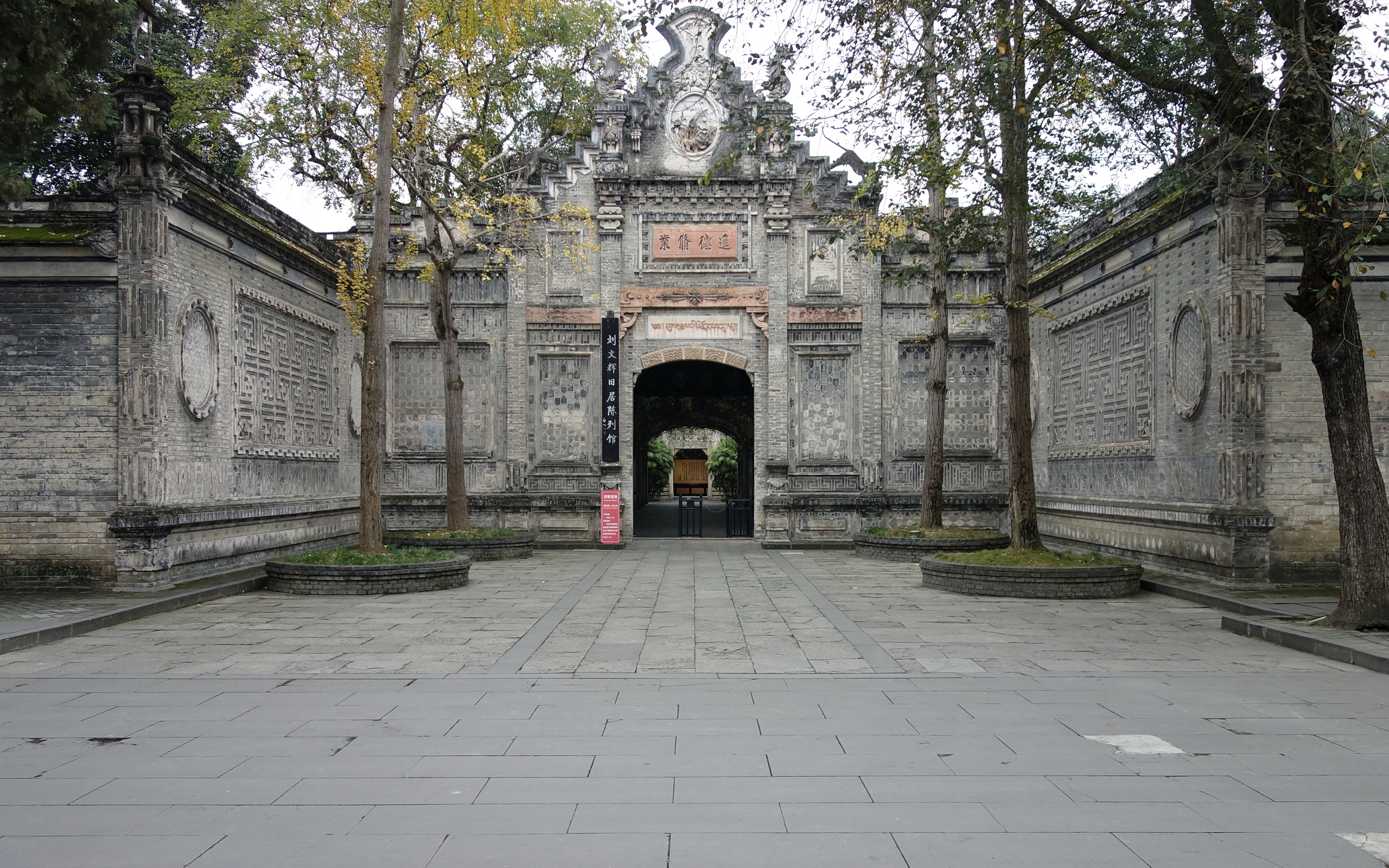
Резиденция Лю Вэньхуэя

- Китайский природный заповедник больших панд[60]
- Площадь Тянфу
- Пешеходный мост Аньшунь
- Пешеходный мост в парке Байхуатань
- Телебашня Западная жемчужина (339 метров)
- Спортивный центр Чэнду
- Глобальный центр «Новый век»[61]

## Города-побратимы
- Монпелье (фр. Montpellier, окситанск. Montpelhièr), Франция (1979)
- Любляна (словен. Ljubljana), Словения (1981)
- Линц (нем. Linz), Австрия (1983)
- Кофу (яп. 甲府市), Япония (1983)
- Финикс (англ. Phoenix), Аризона, США (1986)
- Виннипег (англ. Winnipeg), Манитоба, Канада (1988)
- Мехелен (фр. Malines, нидерл. Mechelen), Бельгия (1993)
- Волгоград, Россия (1994)
- Санкт-Петербург, Россия (1998)
- Палермо (итал. Palermo), Италия (1999)
- Кимчхон (кор. 김천시, 金泉市), Южная Корея (2000)
- Медан (индон. Kota Meda, англ. Medan), Индонезия (2001)
- Даларна, Швеция (2004)
- Бонн, Германия (2009)
- Шеффилд, Великобритания (2010)
- Фламандский Брабант, Бельгия (2011)
- Маастрихт, Нидерланды (2012)
- Казань, Россия
- Хайфа, Израиль (2013)[62].